# طاق‌بستان
طاق‌بستان یا تاق‌بستان (کردی: تاق‌وه‌سان)، مجموعه‌ای از سنگ‌نگاره‌ها و سنگ‌نوشته‌های دورهٔ ساسانی است که در ایران در محله طاق‌بستان در شمال شرقی شهر کرمانشاه و در غرب ایران واقع شده‌است. این مجموعه در قرن سوم میلادی ساخته شده‌است و ارزش هنری و تاریخی زیادی دارد. چند صحنهٔ تاریخی از جمله تاج‌گذاری خسرو پرویز، تاج‌گذاری اردشیر دوم، تاج گذاری شاهپور دوم و سوم و همچنین چند سنگ نوشته (کتیبه) به خط پهلوی کتیبه‌ای و مراسم شکار گراز و گوزن توسط سوار کاران و نواختن موسیقی با آلات موسیقی چنگ در آن حک شده‌است. وجود کوه و چشمه و دریاچه‌ای که در کنار آن قرار دارد، این مکان را به گردش‌گاهی زیبا تبدیل نموده که از زمان‌های دیرین تا به امروز مورد توجه بوده‌است. طاق‌بستان یکی از قدیمی‌ترین و زیباترین آثار باستانی ایران به‌ حساب می‌آید.

## تاریخچه

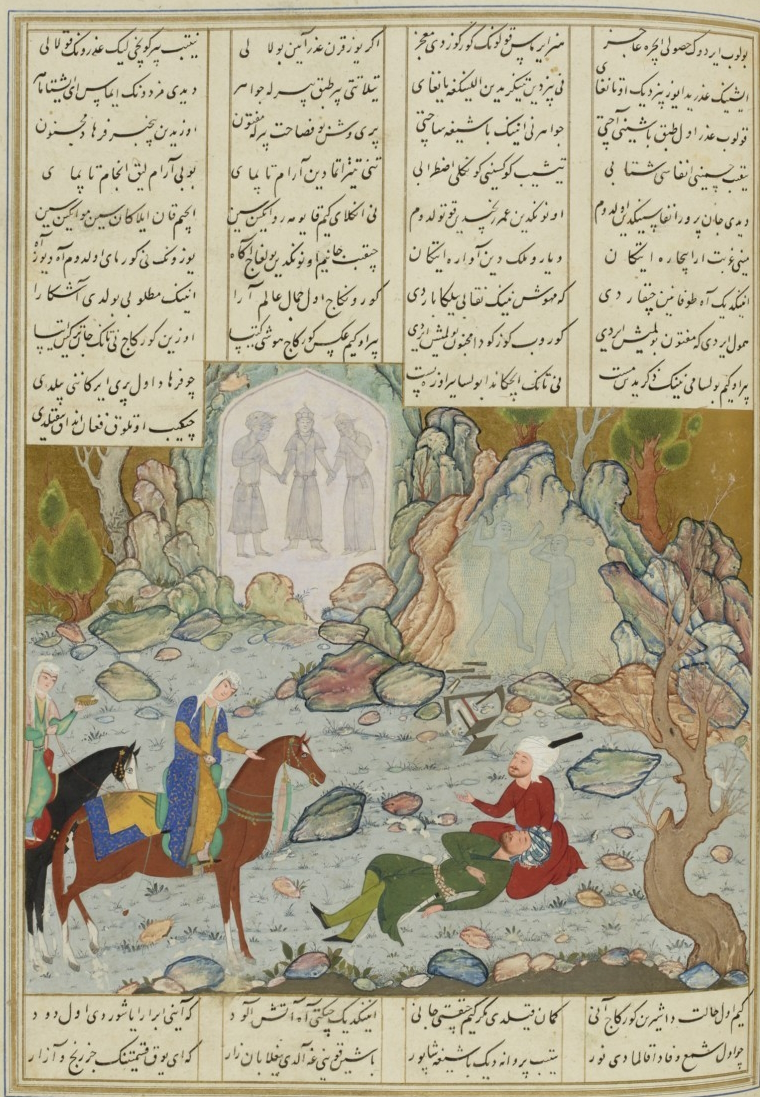
نگاره‌ای از طاق‌بستان در یکی از نسخه‌های منظومهٔ شیرین و فرهاد اثر علی‌شیر نوایی، تهیه‌شده به‌سال ۹۳۲ ه‍.ق در هرات. شکل سنگ‌نگاره‌ها نشان می‌دهد که نگارگر شخصاً آن‌ها را ندیده و تنها توصیفی از آن‌ها شنیده است.

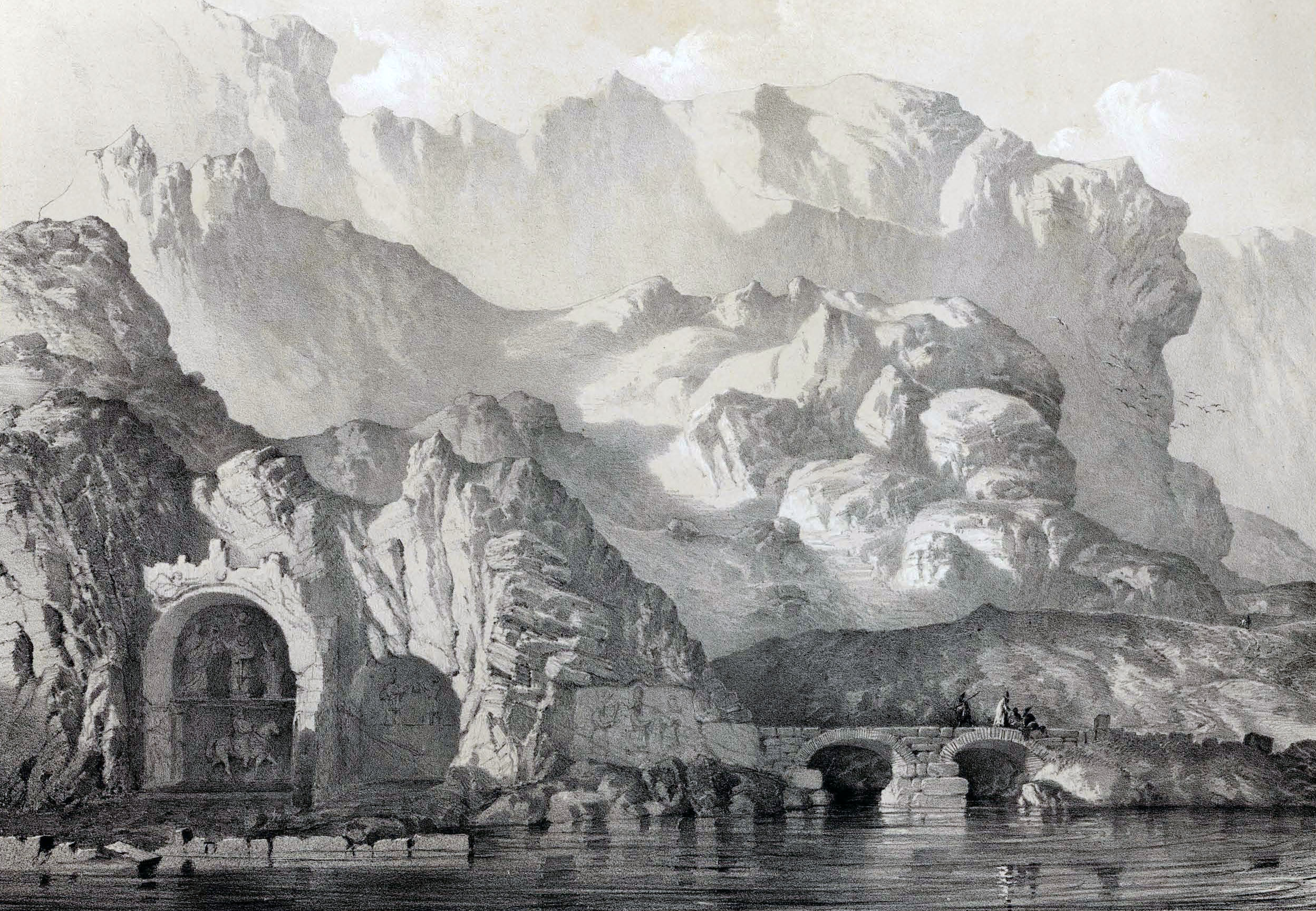
نقاشی از طاق بستان کاری از اوژن فلاندن فرانسوی در سرآغاز دورهٔ قاجار

طاق‌بستان در زبان کردی کرمانشاهی تاق‌وه‌سان گفته می‌شود. «طاق» همان «طاق»، «وه» بمعنی «از» و «سان» بمعنی «سنگ» است و به این ترتیب «طاق‌وه‌سان» در زبان کردی «طاق سنگی» یا «طاقی از سنگ» معنا می‌دهد.
در منابع تاریخی از این اثر با نام‌های دیگری نیز یاد شده‌است. حمدالله مستوفی در نزهةالقلوب که در ۱۳۳۹ میلادی نوشته شده‌است، از این اثر با نام صفۀ شبدیز یاد کرده‌است.
این مجموعه در سدهٔ سوم میلادی ساخته شده‌است. شاهان ساسانی نخست نواحی اطراف تخت جمشید را برای تراشیدن تندیس‌های خود برگزیدند اما از زمان اردشیر دوم و شاهان پس از او، طاق‌بستان را انتخاب کردند که در مسیر جادهٔ ابریشم قرار داشت و دارای طبیعتی سرسبز و پرآب بود که امروزه نیز به همین شکل است.

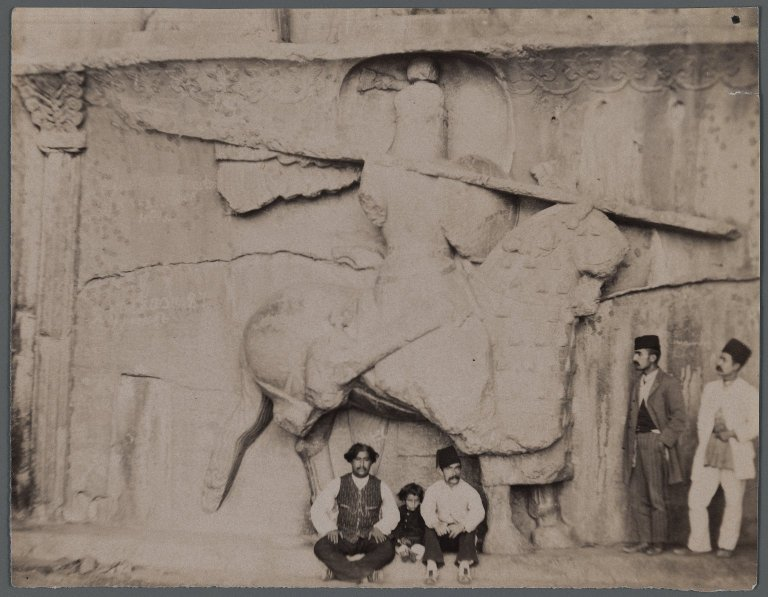
نگاره‌ای کهن از درون طاق بزرگ در روزهای پایانی دورهٔ قاجار

## ارزش هنری

### هنر نقاشی و موسیقی

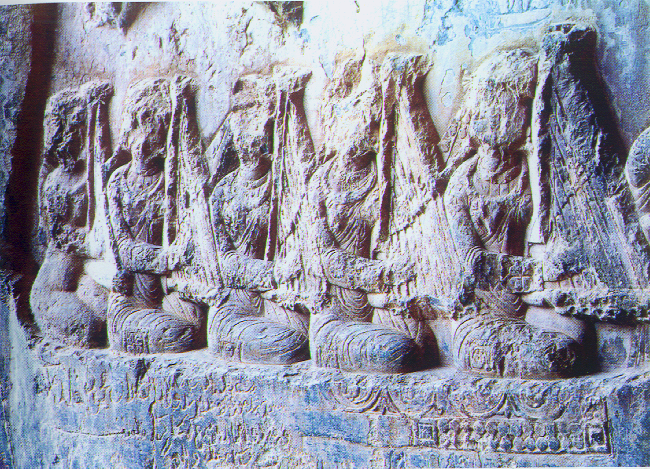
نگارهٔ زنان موسیقی‌دان در طاق بزرگ که هنگام نواختن چنگ هستند.

سنگ‌نگارهٔ شکارگاه سلطنتی طاق بستان نخستین تابلوی سنگی با رعایت قاعده و اصول نقاشی در جهان به حساب می‌آید. در این حجاری خسرو سوار بر شبدیز به گونه‌ای است که گویی اثر از روی نقاشی، نقش شده‌است. همچنین در طاق بزرگ آثاری از زنان موسیقی دان به چشم می‌خورد که به نواختن چنگ و سازهای بادی مشغول هستند. در قسمتی دیگری از طاق بزرگ صحنهٔ شکار گراز به چشم می‌خورد که از نظر حرکت و نمایش از جمله شاهکارهای هنر سنگ‌نگاری به‌شمار می‌رود، که در سبک هنری، نزدیک به سبک نقاشی بر روی دیوار است.

### پوشاک استفاده شده
با مطالعهٔ تحلیلی در نقش‌برجسته‌های طاق بستان، لباس رنگارنگ سوار با نخ‌های زرّین بافته شده و دارای سبک‌های لوزی شکل و تزئین کاملاً هندسی است. در صحنهٔ شکار گراز شاه لباسی در تن دارد که پارچهٔ آن مزین به نقش سیمرغ در نشانه‌های دایره‌وار است. لباس پاروزن‌ها نیز نقش‌های نمایشی دارد. در نقش برجسته‌ای در دیوارهٔ جانبی طاق بستان، زیور تشریفاتی جامهٔ پادشاه که بر تخت نشسته درون شمهٔ مرکزی به روی قرصی از بلور مهر کنی شده و با انواع زردوزی و گل‌اندازهای تنگ هم، تزئین فراوان یافته و جامه‌های ملتزمان و فیل‌سواران با نگاره‌های گیاهی و پرندگان، دست‌دوزی شده‌است.

## بخش‌ها

### نقش‌برجستهٔ تاج‌گذاری اردشیر دوم

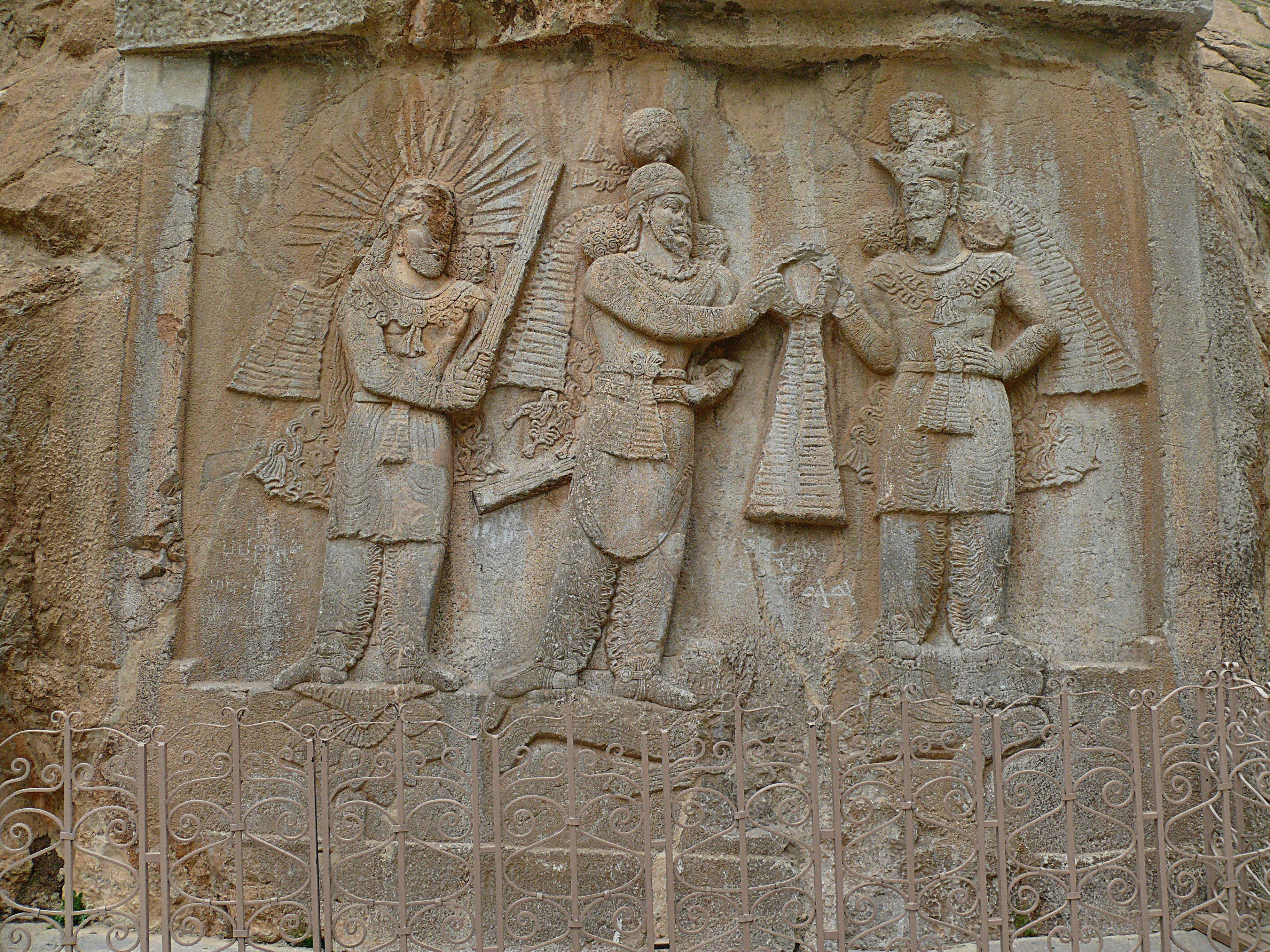
اردشیر دوم در میان، اهورا مزدا سمت راست و میترا سمت چپ او

این نقش برجسته نخستین نقش برجستهٔ طاق‌بستان است که در کنار طاق کوچک قرار دارد. در سمت راست ایوان کوچک، سنگ‌نگاره‌ای وجود دارد که صحنه تاج‌ستانی اردشیر دوم، نهمین شاه ساسانی را نشان می‌دهد. در این صحنه، شاه ساسانی به حالت ایستاده با صورتی سه ربعی و بدنی تمام رخ در مرکز صحنه نقش شده که دست چپ را بر روی قبضهٔ شمشیر گذاشته و با دست راست حلقهٔ روبان‌داری را از پدر شاهپور دوم ساسانی می‌گیرد، درحالی که میترا با هاله‌ای از نور در سمت چپ، پشت سر او قرار دارد و سزار ژولین مرتد در زیر پای آنهاست. این تنها نقش برجسته ایست در ایران که میترا الهه مهر در آن حضور دارد و روی گل نیلوفر ایستاده است . زیر پای اردشیر دوم، ژولیان امپراتور روم که در جنگ اسیر شده‌است، قرار دارد و بدستور اردشیر دوم ساسانی برای یاد آوری پیروزی ایرانیان بر ژولیان مرتد و ارتش روم نقش بسته است و نشان می دهد که او تاج شاهی را از پدر پس از هفتاد سال پادشاهی گرفته است . شاهپور دوم ساسانی در سال 309 وقتی در شکم مادر بود تاج شاهی را بر روی گهواره او نهادند و پادشاه ایران شد و درسال 379 پس از هفتاد سال اردشیر دوم فرزند وی به پادشاهی رسید. شاه ساسانی چشمانی درشت و ابروانی برجسته دارد. ریش او مجعد و موهای سرش به صورت انبوه بر روی شانه‌ها آویخته شده‌است. وی گوشواره‌ای بر گوش و گردن‌بندی در گردن و دست‌بندی در مچ دارد. گوشوارهٔ او به شکل حلقهٔ مدوری است که گوی کوچکی به آن آویزان است. گردن‌بند او نیز شامل یک ردیف مهره‌های مرواریدی درشت است. از قرار معلوم امشاسپند واسط بین آدمیان و اهورا مزدا، و هومن (بهمن) بوده‌است چه در گزیده‌های زاتسپرم می‌خوانیم: «وهومن زرتشت را به آسمان برین فراز برد که همه روشنی بود، که فروغ جاویدان و بی‌انتها بود که اهورا مزدا بود به سان روشنایی محض و خالص» (تاریخ مطالعات ایرانی، هاشم رضی صفحه ۲۴۶). لذا تصویر پشت سر اردشیر دوم، امشاسپند وهومن است.

### طاق بزرگ

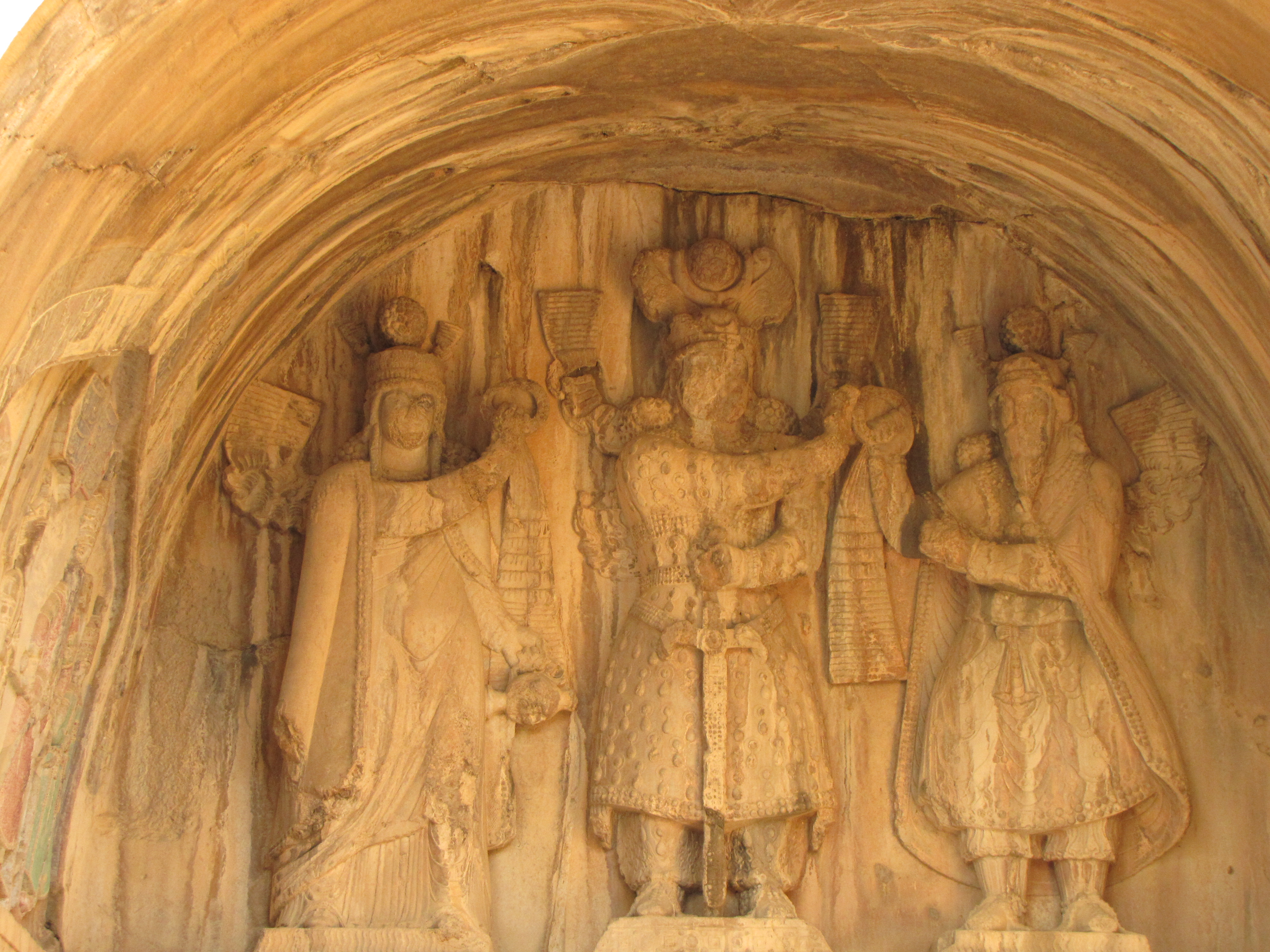
نقش‌برجسته تاج‌گذاری خسرو پرویز خسرو در میانه، اهورامزدا در راست و آناهیتا در چپ

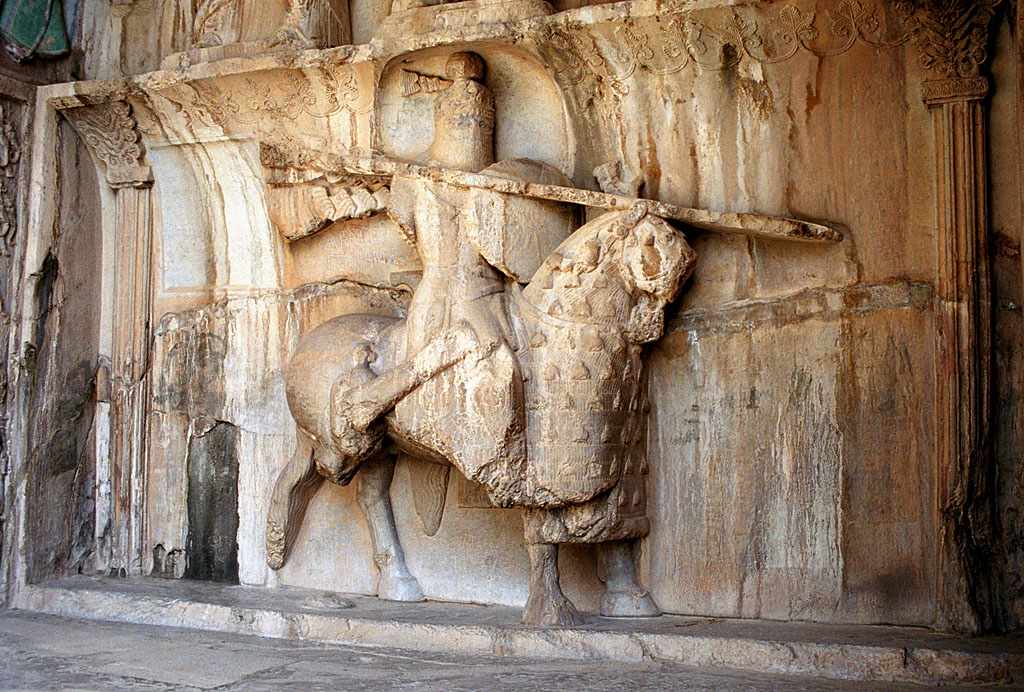
نقش‌برجسته خسرو پرویز سوار بر شبدیز

مهم‌ترین اثر در طاق بستان، طاق بزرگ با سنگ نگارهٔ تاج‌گذاری خسرو پرویز است که دارای ایوانی با فضای مستطیل به عرض ۷ متر و ۸۵ سانتیمتر، ارتفاع ۱۱ متر و ۹۰ سانتیمتر و عمق ۷ متر و ۶۵ سانتیمتر است که در کنارهٔ ورودی طاق، سنگ نگاره‌ای از فرشتگان بال‌دار، درخت زندگی، مجالس شکار گراز و شکار مرغان و ماهیان در مرداب و نقش‌های فیل، اسب و قایق می‌باشد که حاکی از مراسم بزم و شادی است.
در زیر نقش تاج‌گذاری خسرو پرویز سواری زره‌پوش سوار بر اسب قرار دارد.
در این تصویر شاه در میان و در سمت راست وی فروهر قرار دارد. فروهر تاجی کنگره‌دار بر سر دارد و حلقه فر ایزدی را به شاه می‌دهد. لباس شاه و نگاره فروهر تا حدی یک‌سان است. هر دوی آن‌ها شلواری چین‌دار به پا دارند که توسط بندی به مچ پایشان چسبیده‌است. همچنین هر دو دارای کمربند و دست‌بند هستند. در سمت چپ شاه، میترا قرار دارد.
در سترگ‌ترین طاق، سه تندیس مشاهده می‌شود. شاه در میان، فروهر در سوی راست وی که مانند تاج‌گذاری اردشیر دوم است و آناهیتا در سوی چپ شاه. آناهیتا ایزدبانوی آب‌هاست و نماد خرمی و سرسبزی.

### طاق کوچک

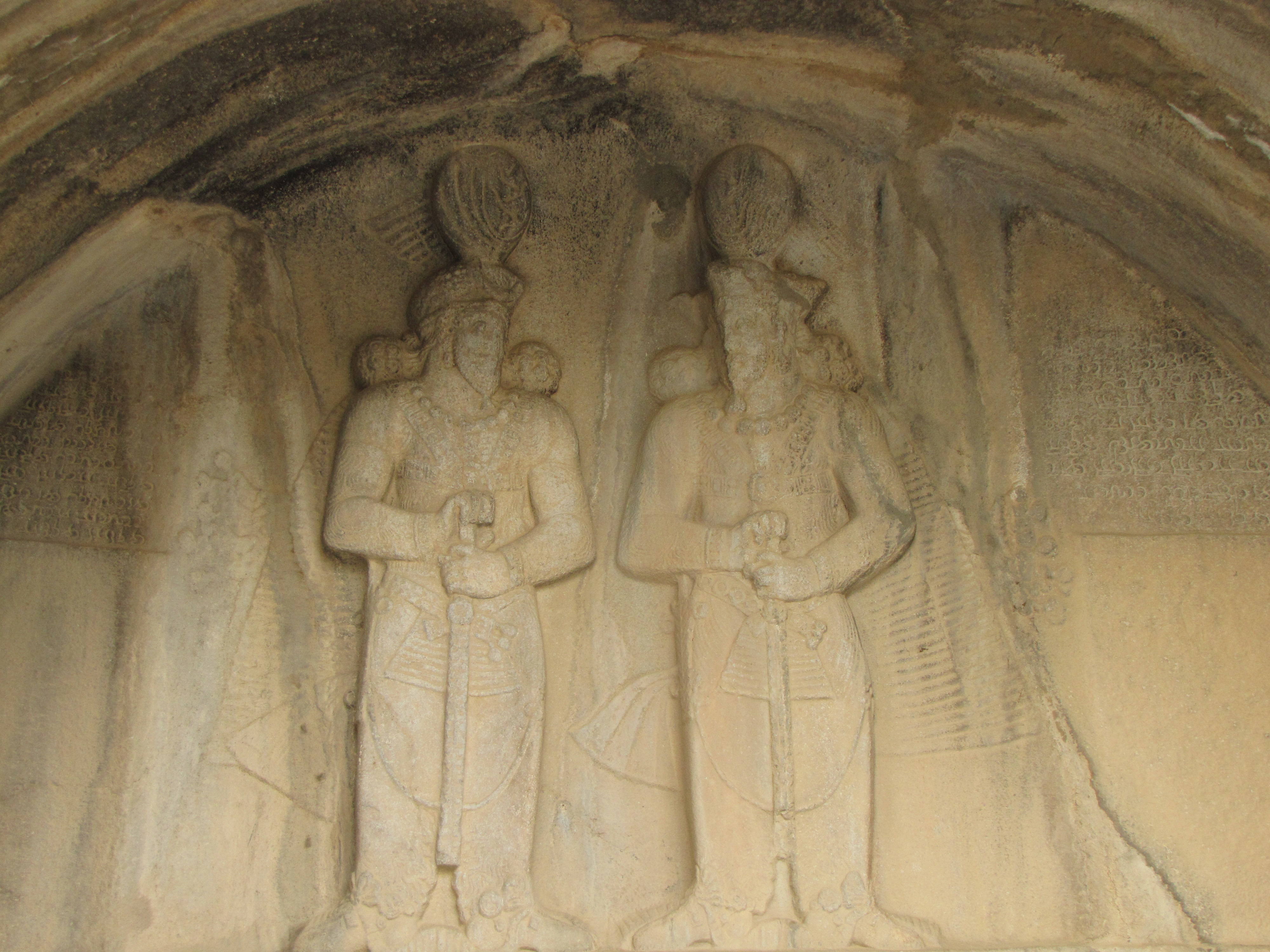
نقش‌برجسته شاپور دوم (راست) و پسرش شاپور سوم (چپ)

طاق کوچک در میان سنگ‌نگاره تاج‌گذاری اردشیر دوم و طاق بزرگ قرار دارد که دارای فضای مستطیل شکل به عرض ۵ متر و ۸۰ سانتیمتر و ارتفاع ۵ متر و ۳۰ سانتیمتر است و مراسم تاج‌گذاری شاهپور دوم و سوم را به تصویر می‌کشد، این طاق دارای دو نقش در بالای دیوارهٔ طاق و دو کتیبه است. این کتیبه‌ها به خط پهلوی کتیبه‌ای هستند و برگردان آن به فارسی چنین است:
| برگردان سنگ‌نوشتهٔ شاپور دوم (۹ سطر در پهلوی) این پیکری است از بغ مزداپرست. خدایگان شاپور، شاهنشاه ایران و انیران که چهر از ایزدان دارد. فرزند بغ مزداپرست، خدایگان هرمز، شاهنشاه ایران و انیران که چهر از ایزدان دارد، نوهٔ خدایگان نرسه شاه شاهان | برگردان سنگ‌نوشتهٔ شاپور سوم (۱۳ سطر در پهلوی) این پیکری است از بغ مزداپرست، خدایگان شاپور، شاهنشاه ایران و انیران که چهر (نژاد) از ایزدان دارد، فرزند بغ مزداپرست خدایگان شاپور، شاهنشاه ایران و انیران که چهر از ایزدان دارد، نوهٔ خدایگان هرمز شاهنشاه |  |

## چشمه و دریاچۀ طاق‌بستان

### محوطهٔ چشمهٔ طاق‌بستان
در محوطهٔ طاق‌بستان و در شرق طاق‌ها چشمه‌ای وجود دارد که آثار تاریخی دیگری در آن به چشم می‌خورد. در ضلع شرقی طاق‌ها پلکانی سنگی در دل کوه تراشیده شده که از ۷۸ پله تشکیل شده‌است. همچنین یک طاقچهٔ سنگی در دیوارهٔ بالادست محوطهٔ چشمه وجود دارد که احتمال دست‌کند بودن آن داده شده و در آبان ۱۳۹۸، نقش‌برجستهٔ جدیدی در آن کشف شده‌است. سنگ‌نگاره تصویری شبیه به یک انسان را نشان می‌دهد که دستانش را به سوی آسمان باز کرده و شیءی در دست دارد. چند حرف نیز در کنار این سنگ‌نگاره وجود دارد که به گفتهٔ باستان‌شناسان به حروف لاتین شبیه بوده و ناخوانا است. قدمت این سنگ‌نگاره به درستی مشخص نیست. علاوه بر این نقش‌برجستهٔ دیگری نیز در کنار پلکان سنگی جنب چشمه وجود دارد که شباهت بسیاری به نقش‌برجستهٔ تازه‌ مکشوف دارد.

## آسیب‌ها

### آسیب‌های انسانی

#### نقش برجستهٔ محمد علی میرزا
در بالای این تابلوی حجاری بسیار نفیس، متأسفانه در زمان قاجار دستکاری‌هایی صورت گرفته و تصاویری را حجاری کرده‌اند که لطمه فراوانی به طاق‌بستان وارد کرده‌است. تصویر یک حاکم خودخواه در زمان قاجار که خواسته‌است از خود زیر این طاق یادگاری گذاشته باشد.
این حجاری، مجسمهٔ محمدعلی دولتشاه پسر فتحعلی شاه قاجار را نشان می‌دهد. تصویر چنان نامناسب و بی‌ارزش است که حتی ناصرالدین شاه در سفرنامه خود در این باب چنین نوشته‌است:
بالای این صفحه آغاغنی، خواجه پاشی محمد علی میرزای مرحوم، که از طوالش گیلان بوده، زحمت کشیدن صورت مرحوم شاهزاده را نشسته و حشمت الدوله پسرش و پسر کوچک‌تر را داده‌است حجاری نموده. خود آغاغنی را هم با هیئت مکروه ایستاده در جلوی شاهزاده نقش کرده‌اند. طوری به او بیفتاده که واقعاً مهوع است و طاق را ضایع کرده‌است و بس‌که بد حجاری شده روی اشکال را رنگ‌آمیزی کرده‌اند. الحق مایه تضییع طاق شده‌است.— .

#### عمارت مسعودیه
تا دوره قاجار در منطقه طاق بستان اثری از بناهای دیگر دیده نمی‌شود. در نقاشی‌هایی اوژن فلاندن که در دوره محمدشاه قاجار از طاق بستان کشیده‌است، اثری از بناهای دیگر نبوده‌است.

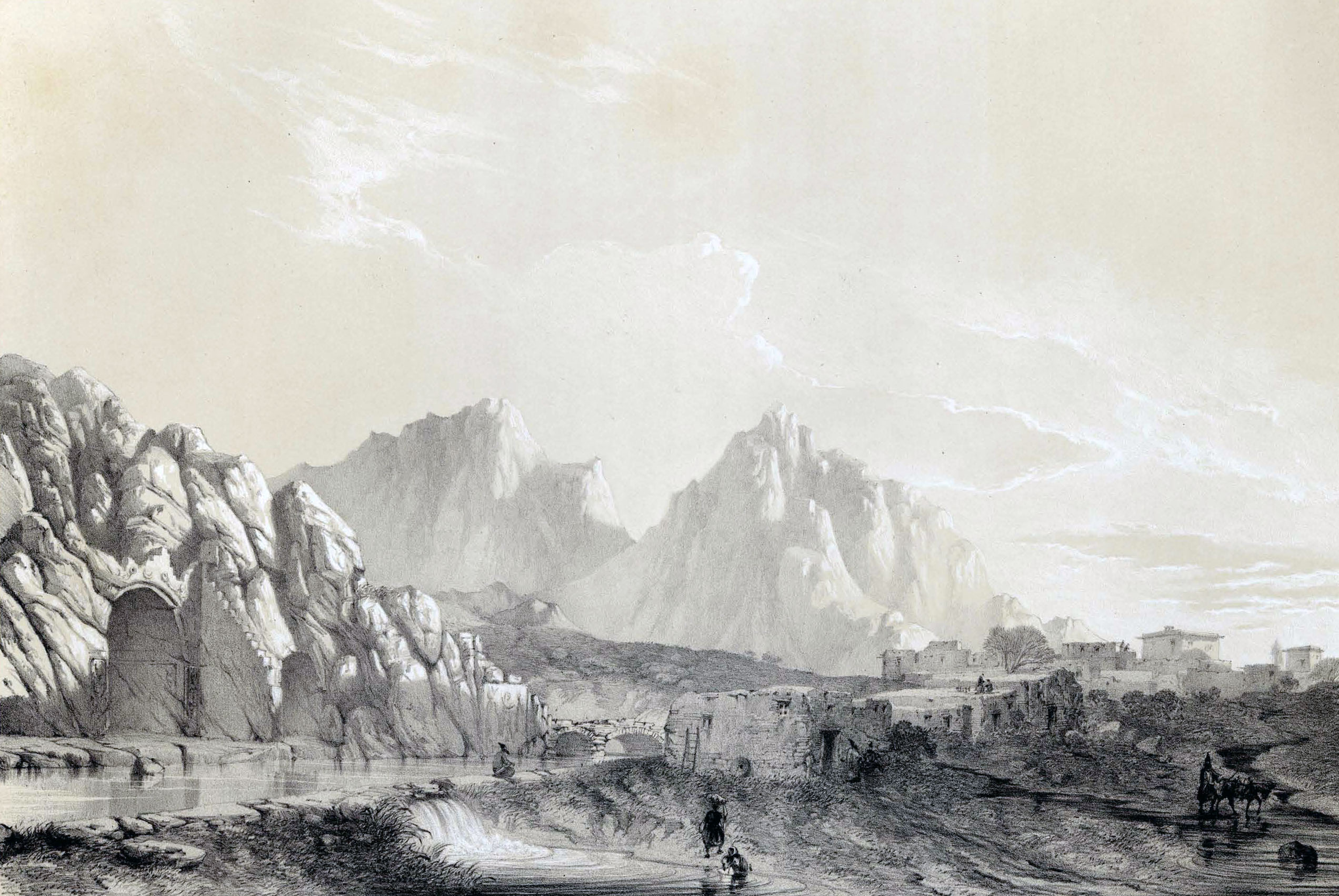
چشم‌انداز عمومی منطقه طاق‌بستان در دوره محمدشاه قاجار اثر اوژن فلاندن
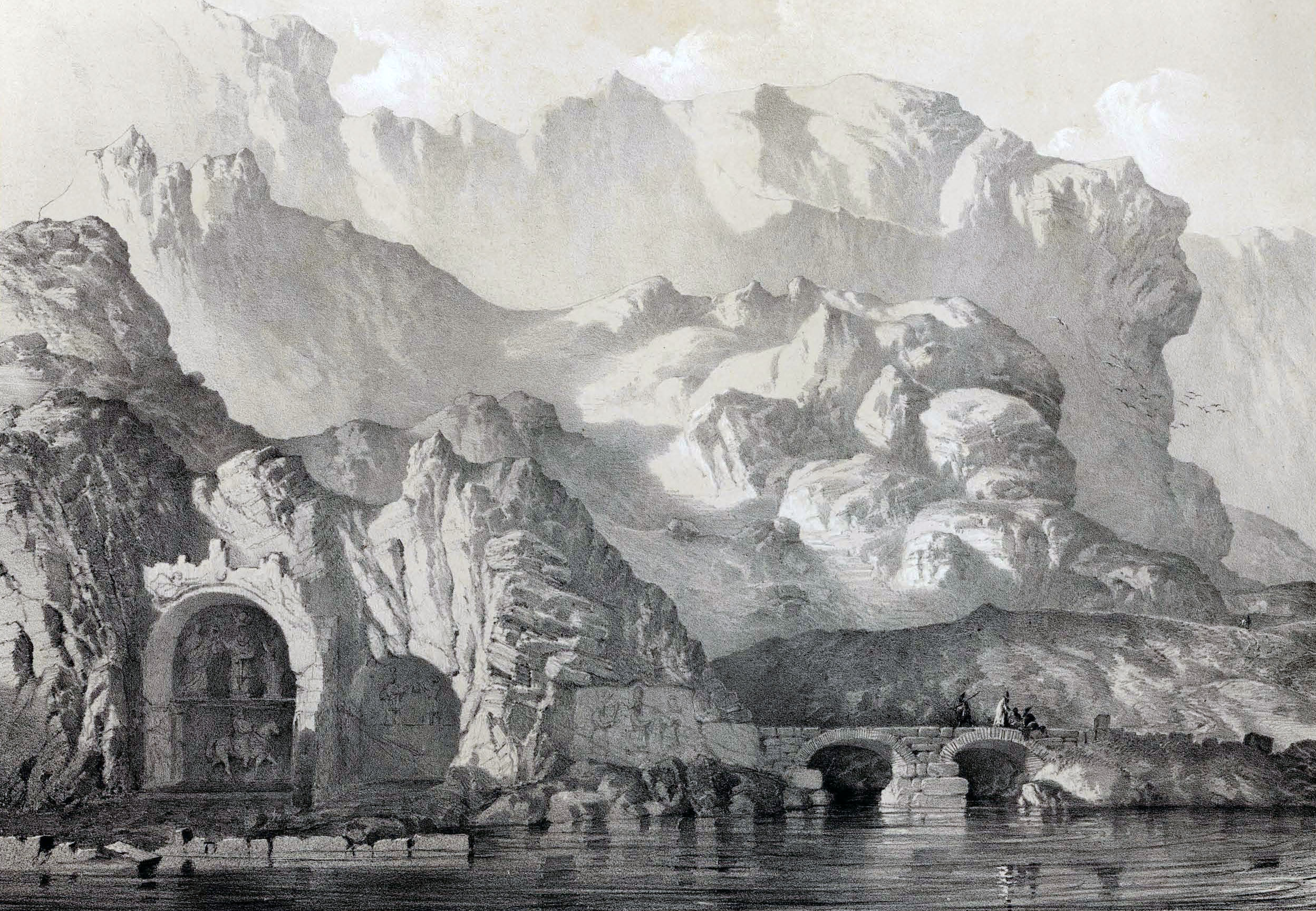
چشم‌انداز عمومی منطقه طاق‌بستان در دوره محمدشاه قاجار اثر اوژن فلاندن
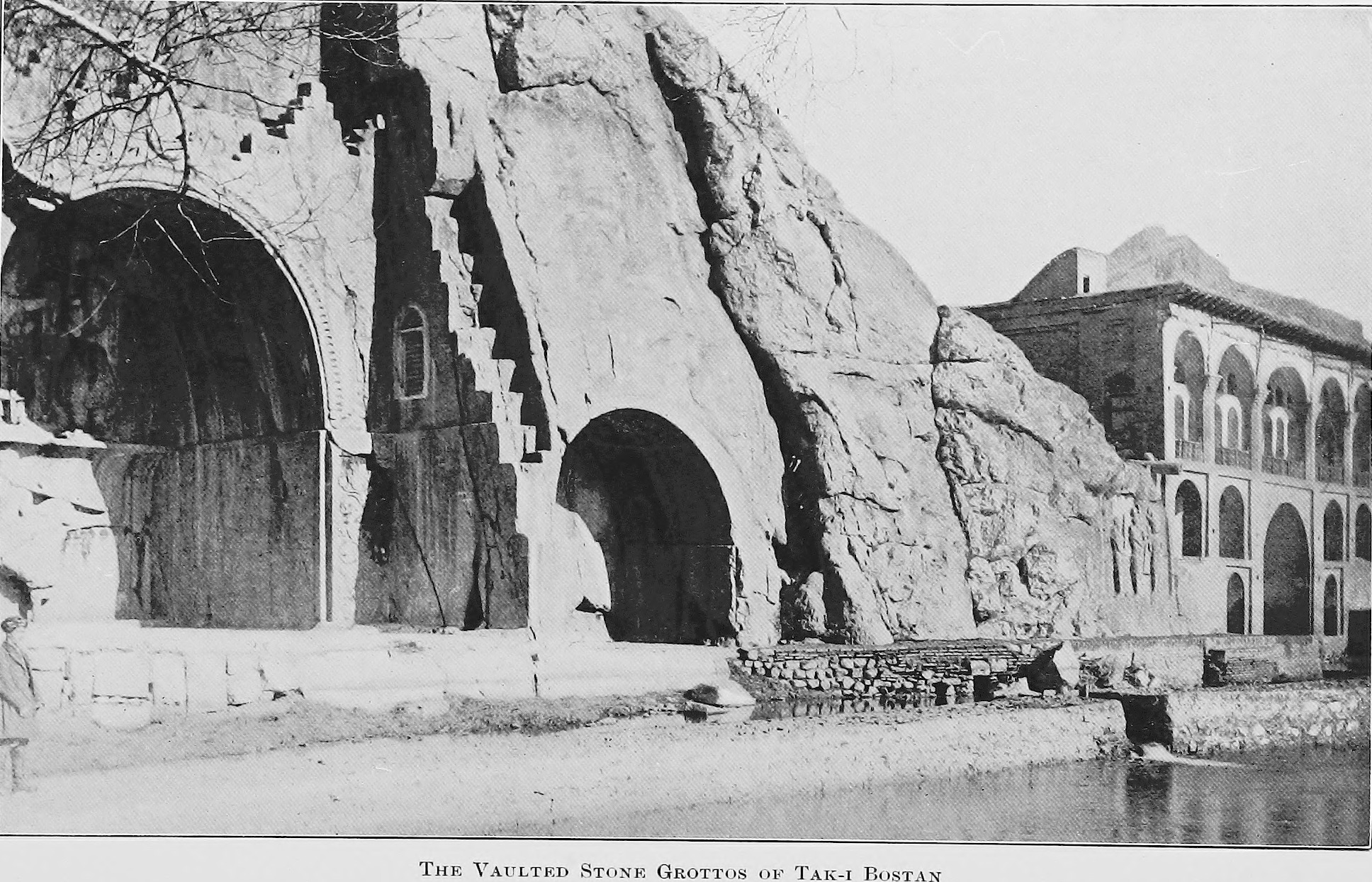
این تصویر در اواخر دوره قاجار ثبت شده‌است. نمای عمارت مسعودیه (کرمانشاه) در بخش پشتی و سمت راست تصویر دیده می‌شود

در میانه‌های دوره قاجاریه این بنا که به نام عمارت مسعودیه شناخته می‌شد؛ توسط امام قلی میرزا عمادالدوله حاکم وقت کرمانشاه ساخته شد. در سال ۱۳۴۲ به منظور نمایان ساختن آثار باستانی و آزادسازی چشمهٔ آناهیتا تخریب شد. رومن گیرشمن و هیئت همراه وی بر پایه فرضیه‌های باستان‌شناسی بنای مسعودیه کرمانشاه در کنار طاق بستان را تخریب کردند.

### آسیب‌های طبیعی
به دلیل حرکت زمین در این منطقه بر دیواره‌های طاق بزرگ و طاق کوچک، ترک‌هایی ایجاد شده‌است که به مرور زمان و با تجمع خزه‌ها بر دیواره‌های آن باعث محو شدن بخشی از نقوش این طاق‌ها شده‌است و این روند با نفوذ آب به داخل ترک‌ها تشدید شده؛ باعث شده باستان شناسان به فکر مرمت این بنا باشند.

## پژوهشکدۀ دورۀ ساسانی
در دی‌ماه ۱۴۰۱ سرپرست پایگاه ملی طاقبستان اعلام کرد که همزمان با اقدامات میراث فرهنگی برای ثبت جهانی طاق‌بستان در فهرست یونسکو به عنوان بخشی از مجموعه آثاری که محور ساسانی نامگذاری شده‌است، در مکان محوطۀ تاریخی طاق‌بستان پژوهشکدۀ دورۀ ساسانی برای ارتباط با پژوهشگران تاریخ از دانشگاه‌ها و پژوهش‌گاه‌های مختلف جهان در زمینۀ مطالعۀ تاریخ این دوره تأسیس خواهد شد.

## عرصه و حریم اثر
حریم منظری طاق‌بستان که به آن «پهنۀ زرد» نیز گفته می‌شود آخرین بار در سال ۱۳۵۳ به تصویب رسیده‌است. از آن زمان ساخت و سازهای زیادی در این حریم صورت گرفته و ساختمان‌های زیادی از قبیل رستوران‌ها و حتی منازل مسکونی متعدد در محوطۀ شکارگاه ساخته شده‌است. از آنجا که مطابق با قانون هرگونه ساخت و ساز در پهنۀ زرد با محدودیت ارتفاع سازه‌ها همراه است، ساکنان محلات همجوار نیز با مشکلاتی مواجه شده‌اند. در اسفند ۱۴۰۲ معاون میراث فرهنگی اداره کل میراث فرهنگی، صنایع دستی و گردشگری استان کرمانشاه از ضرورت به‌روزرسانی آن و تهیه طرح مطالعاتی جدیدی بدین منظور خبر داد.
در سال ۱۳۹۷ نقشه عرصه و حریم و ضوابط تاق‌بستان ابلاغ شد که بر اساس آن کل مساحت عرصه و حریم این اثر ۱۱۷۰ هکتار است که از این میزان ۱۴۵ هکتار را عرصه تشکیل می‌دهد. بخشی از پارک کوهستان، اطراف خود اثر تاق‌بستان، روستای تاق‌بستان، محوطۀ شکارگاه خسروپرویز و تپۀ مرادحاصل و بلوار طاق‌بستان تا لب آب جزو عرصۀ تاق‌بستان محسوب می‌شود و هرگونه ساخت و ساز در آن تنها با استعلام از دستگاه‌های ذیربط همچون میراث فرهنگی و شهرداری مجاز است.

## نگارخانه

برف در طاقبستان
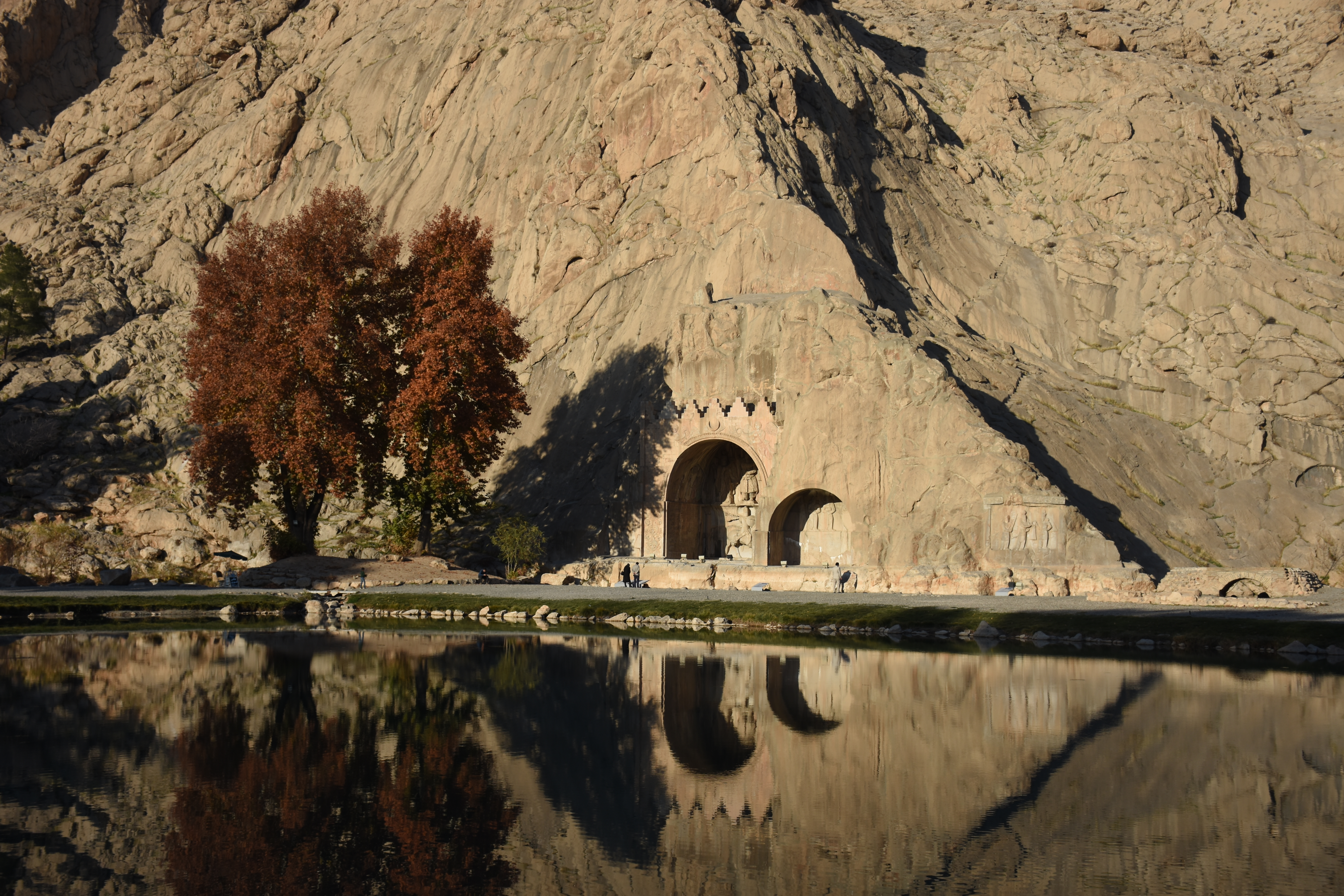
طاق بستان
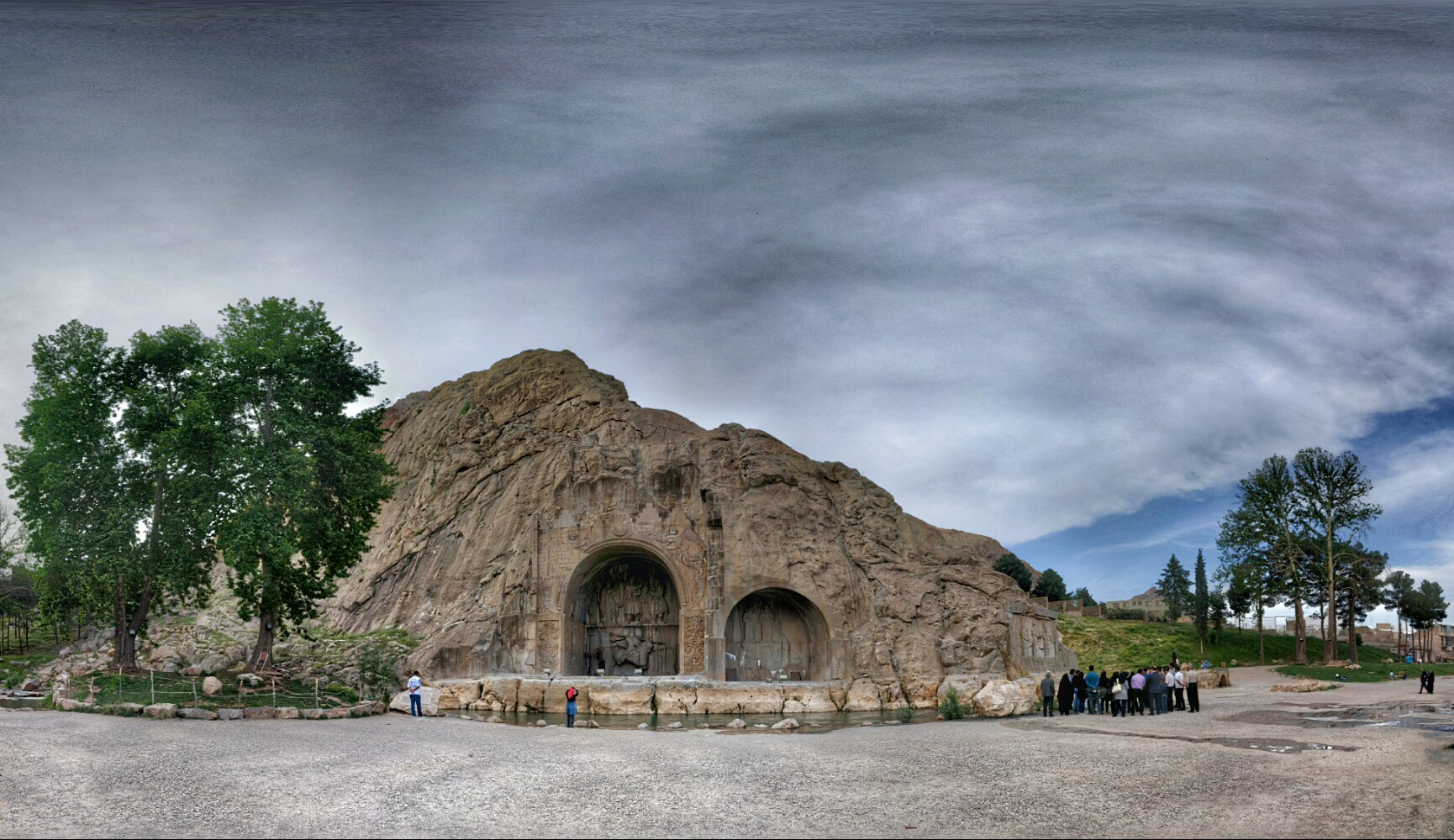
پانوراما از طاق ها و چشمه چسبیده به آن‌ها
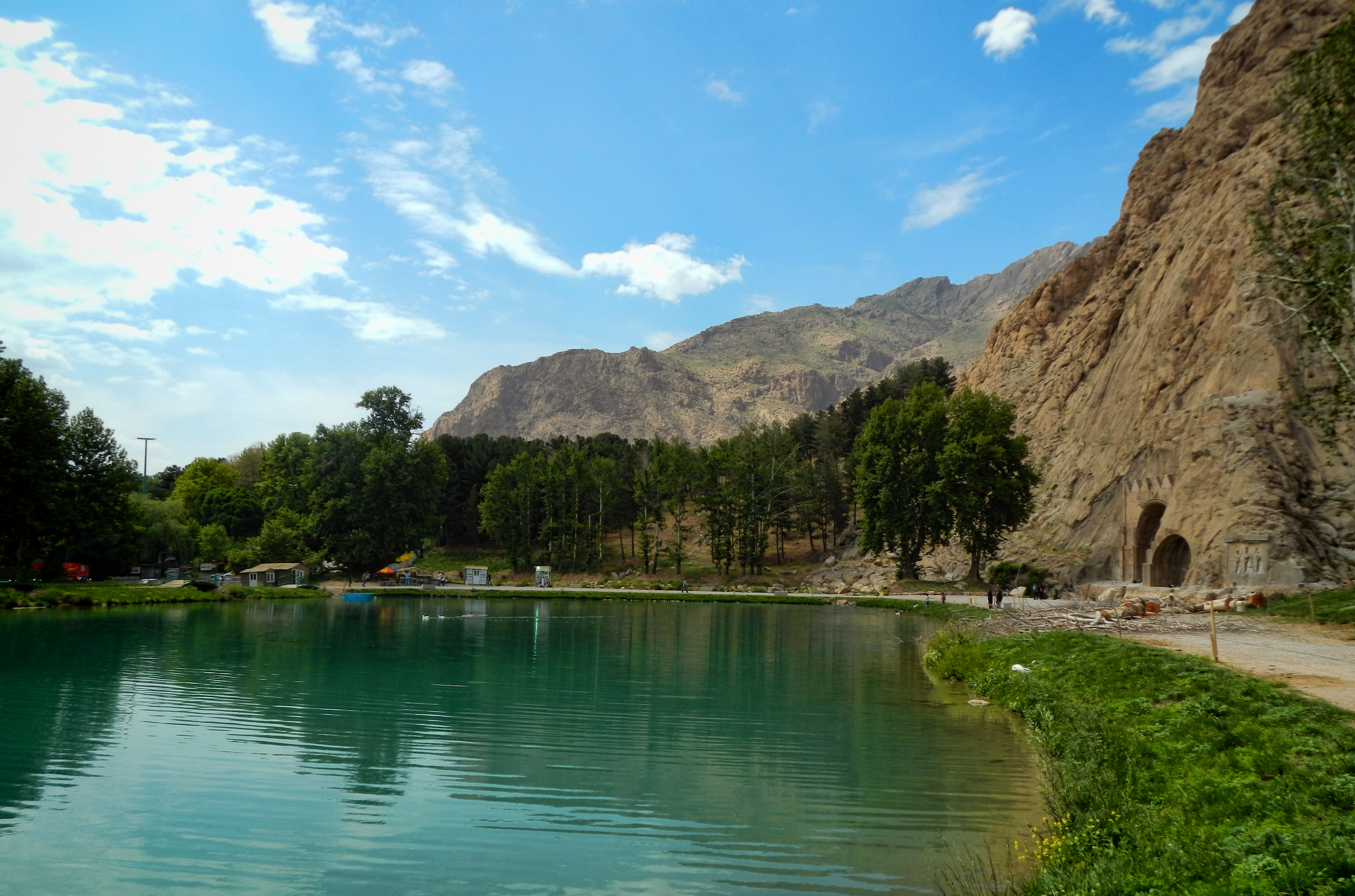
نمایی از طاق‌بستان
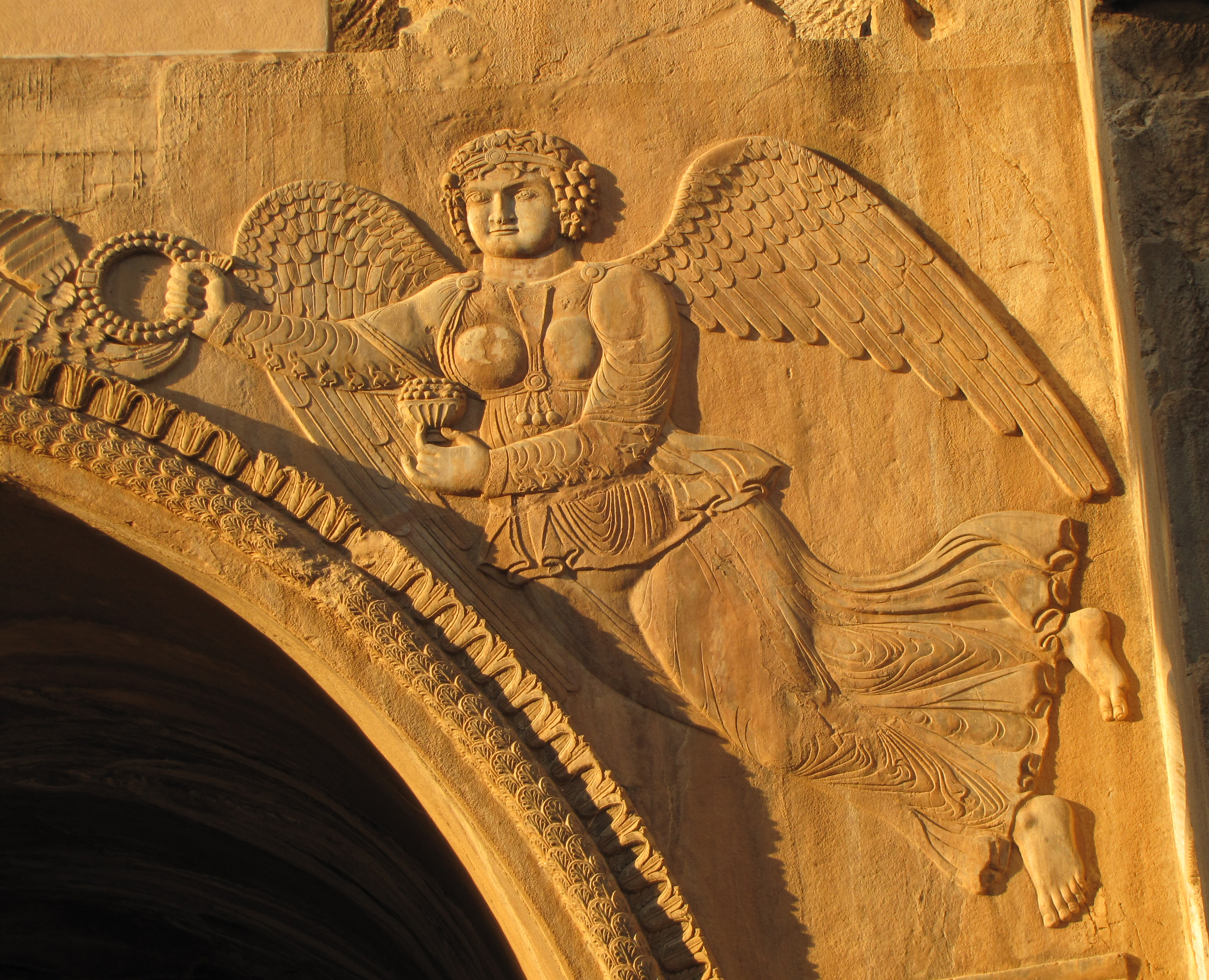
الهه نیک بالدار
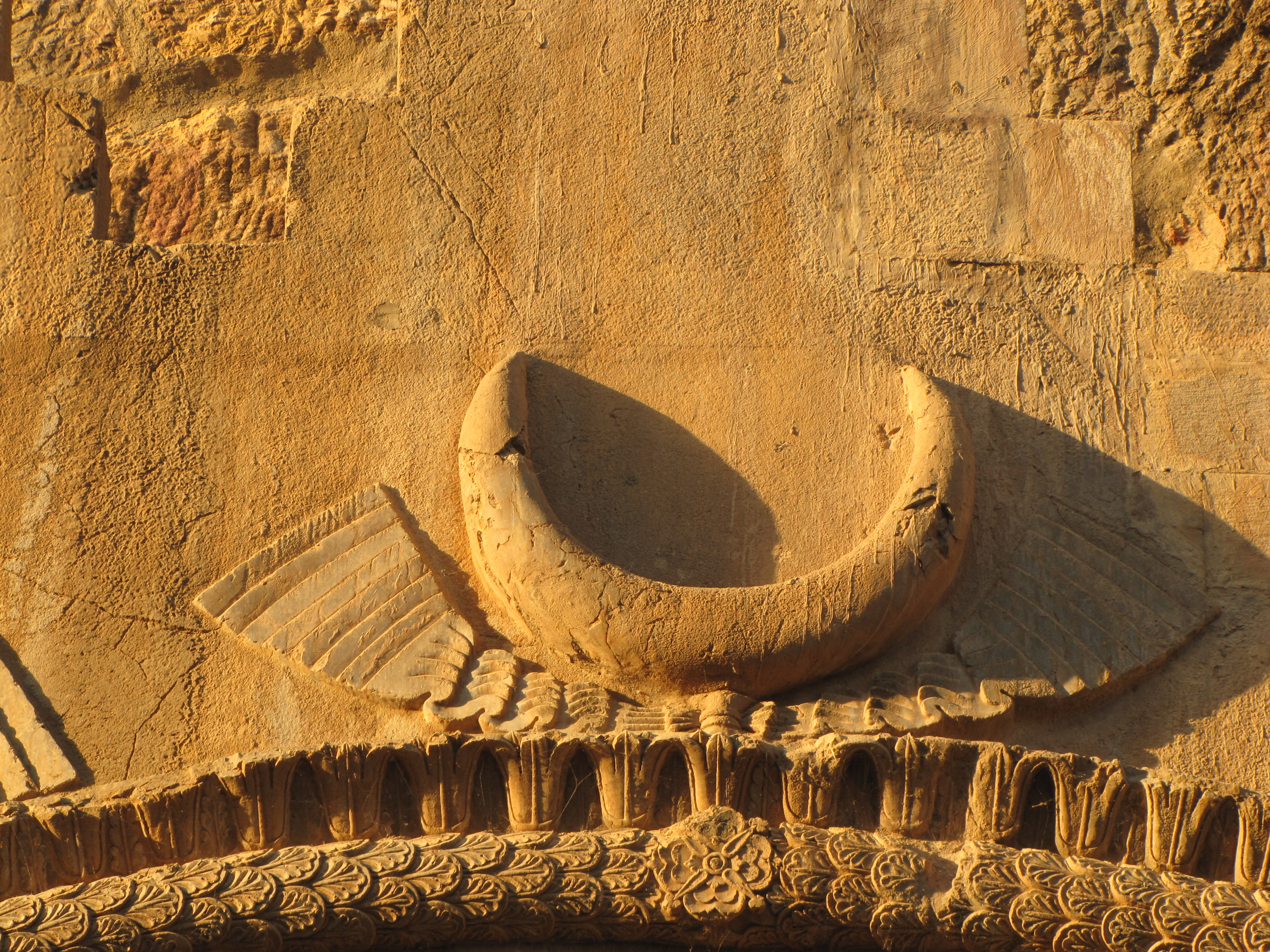
هلال ماه بر روی طاق بزرگ
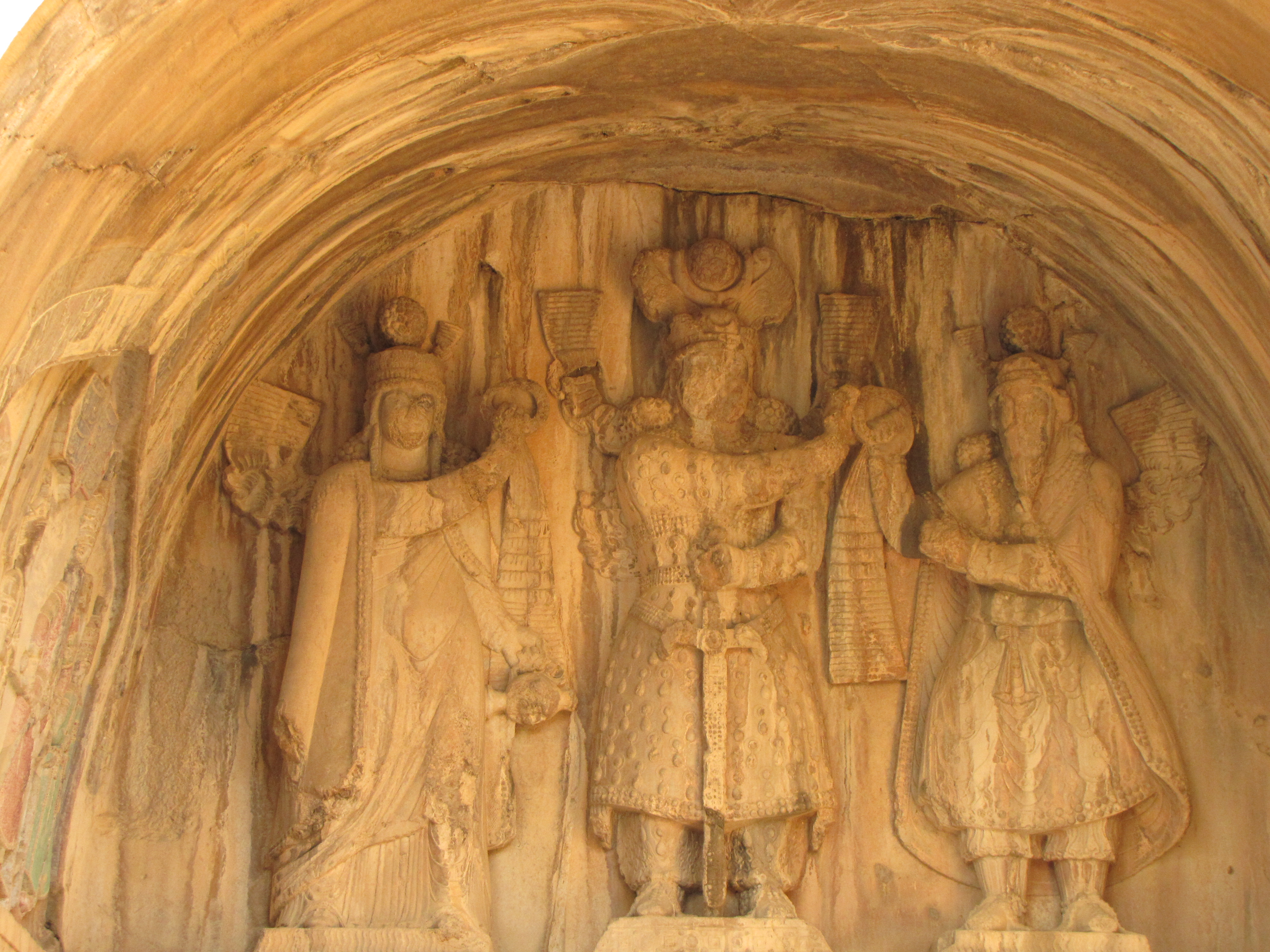
طاق بزرگ
ژولیان امپراتور روم در زیر پای اردشیر دوم، در کتیبه تاج ستانی اردشیر دوم
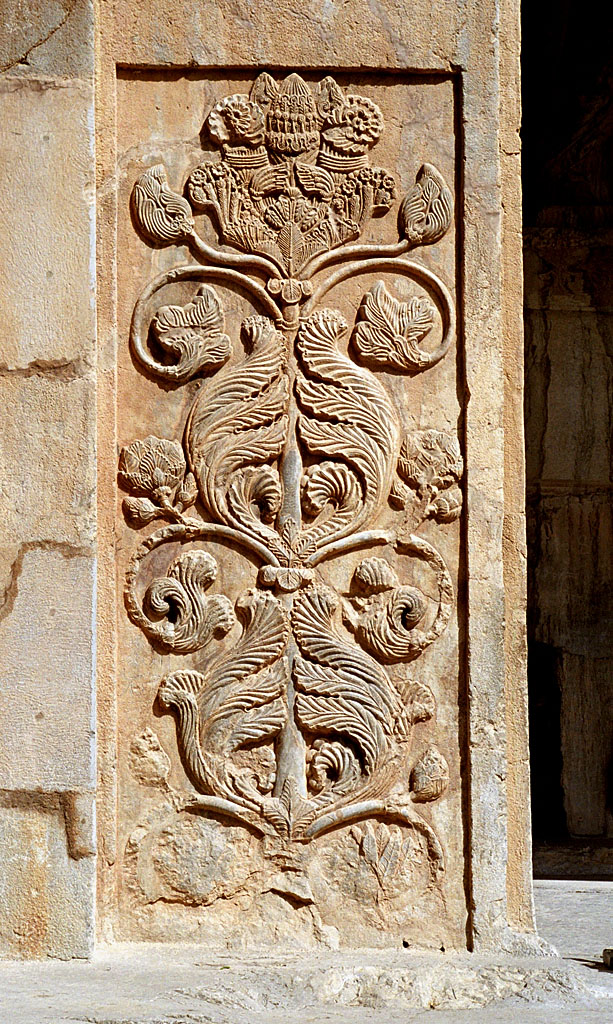
درخت زندگی
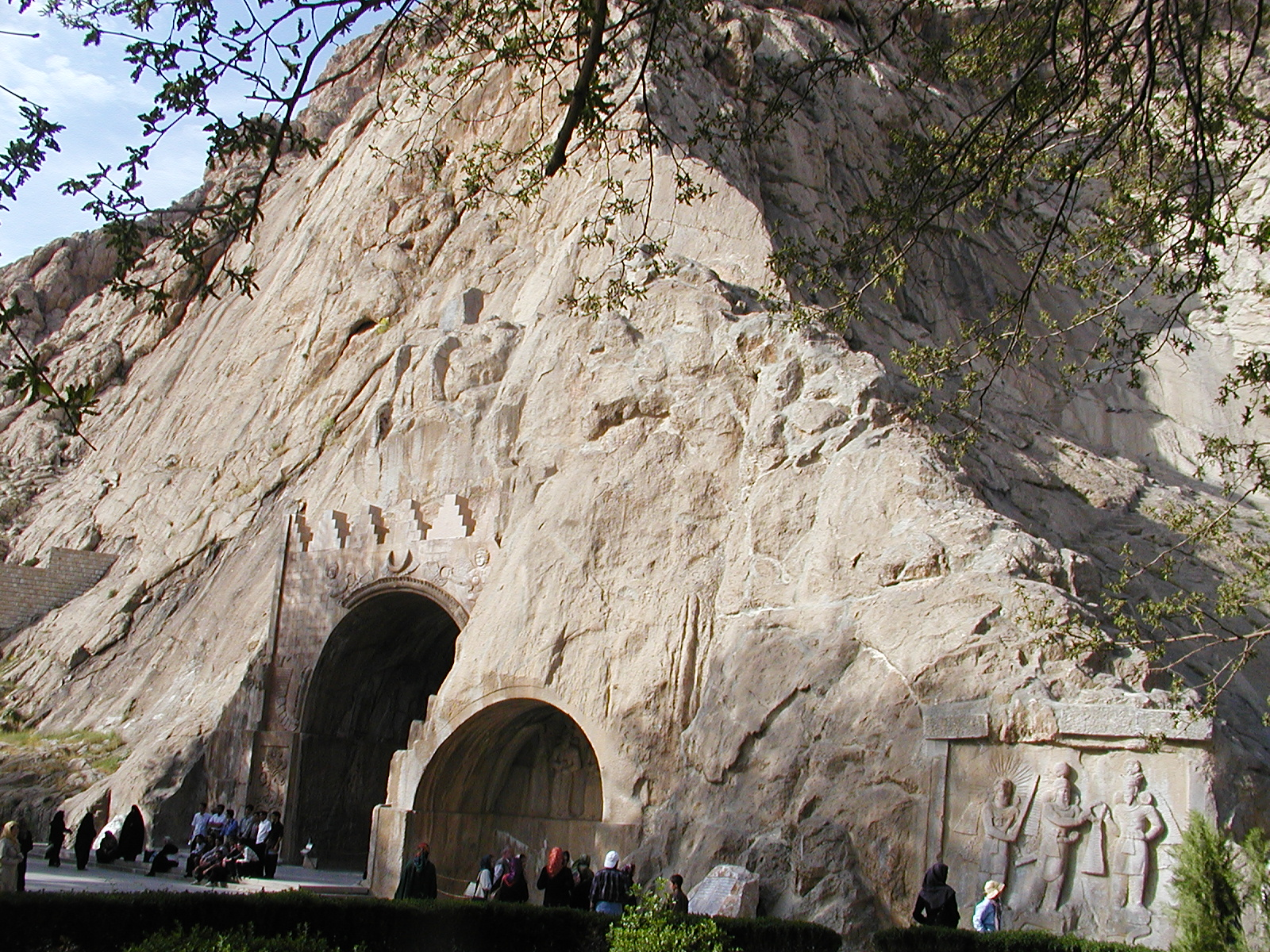
مجموعهٔ ساسانی طاق‌بستان
طاق بزرگ
سربازان انگلیسی در داخل طاق‌بستان، طاق بزرگ
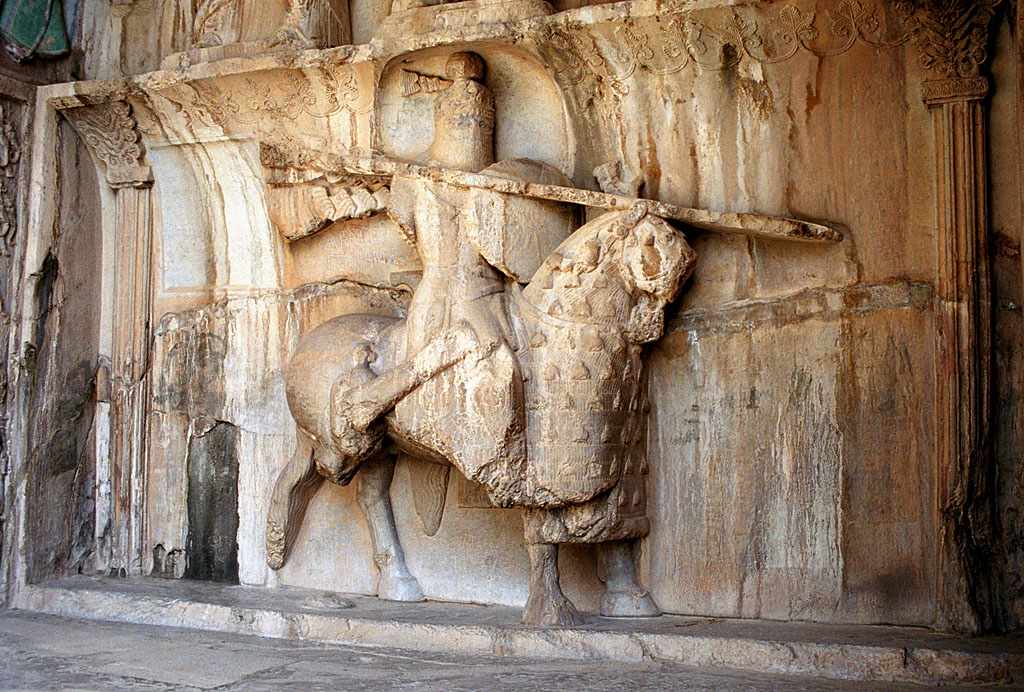
ایوان بزرگ، خسرو سوار بر شبدیز (به روایتی)
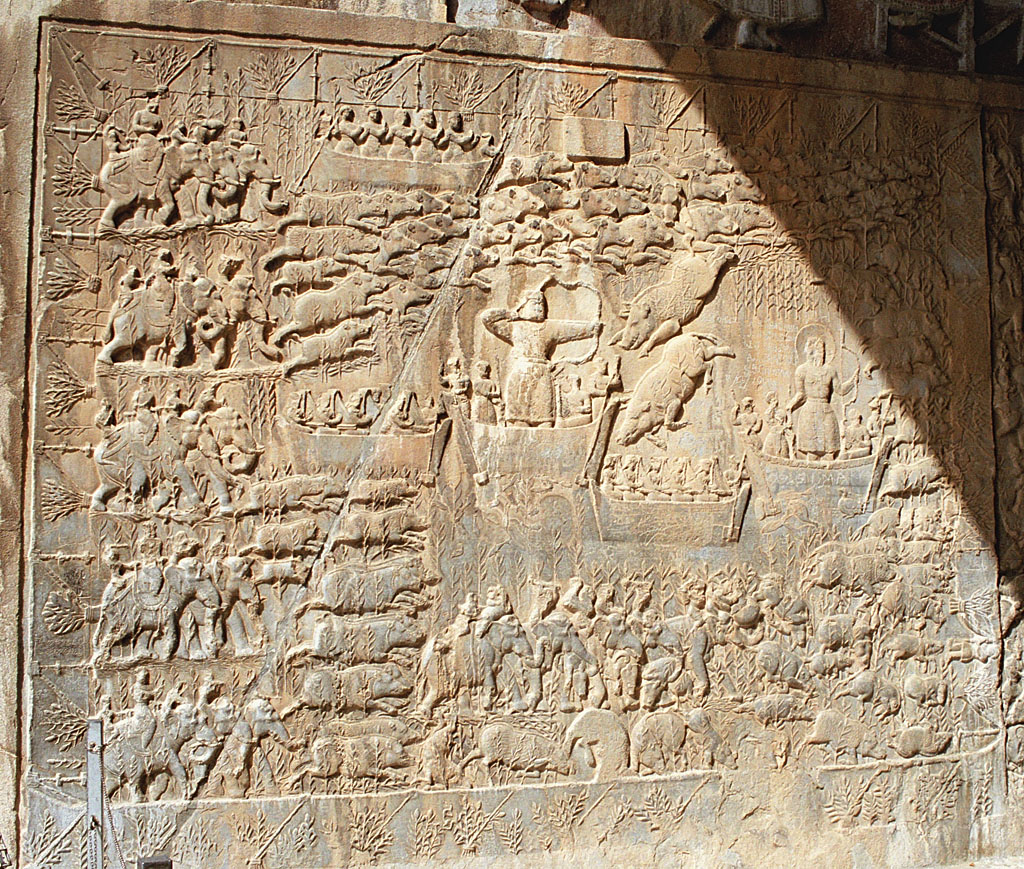
ایوان بزرگ، شکارگاه گراز
سرستون ایزد بهرام، موزه طاق‌بستان
سرستون ایزدبانو آناهیتا، موزه طاق‌بستان
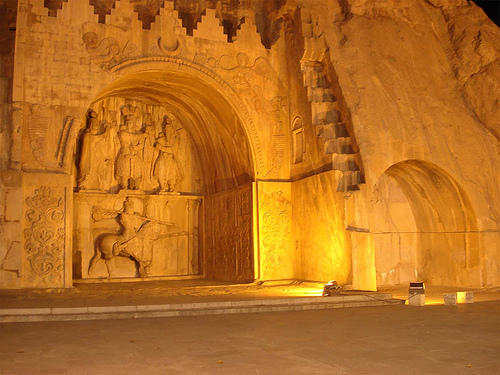
تصویر دو طاق در شب
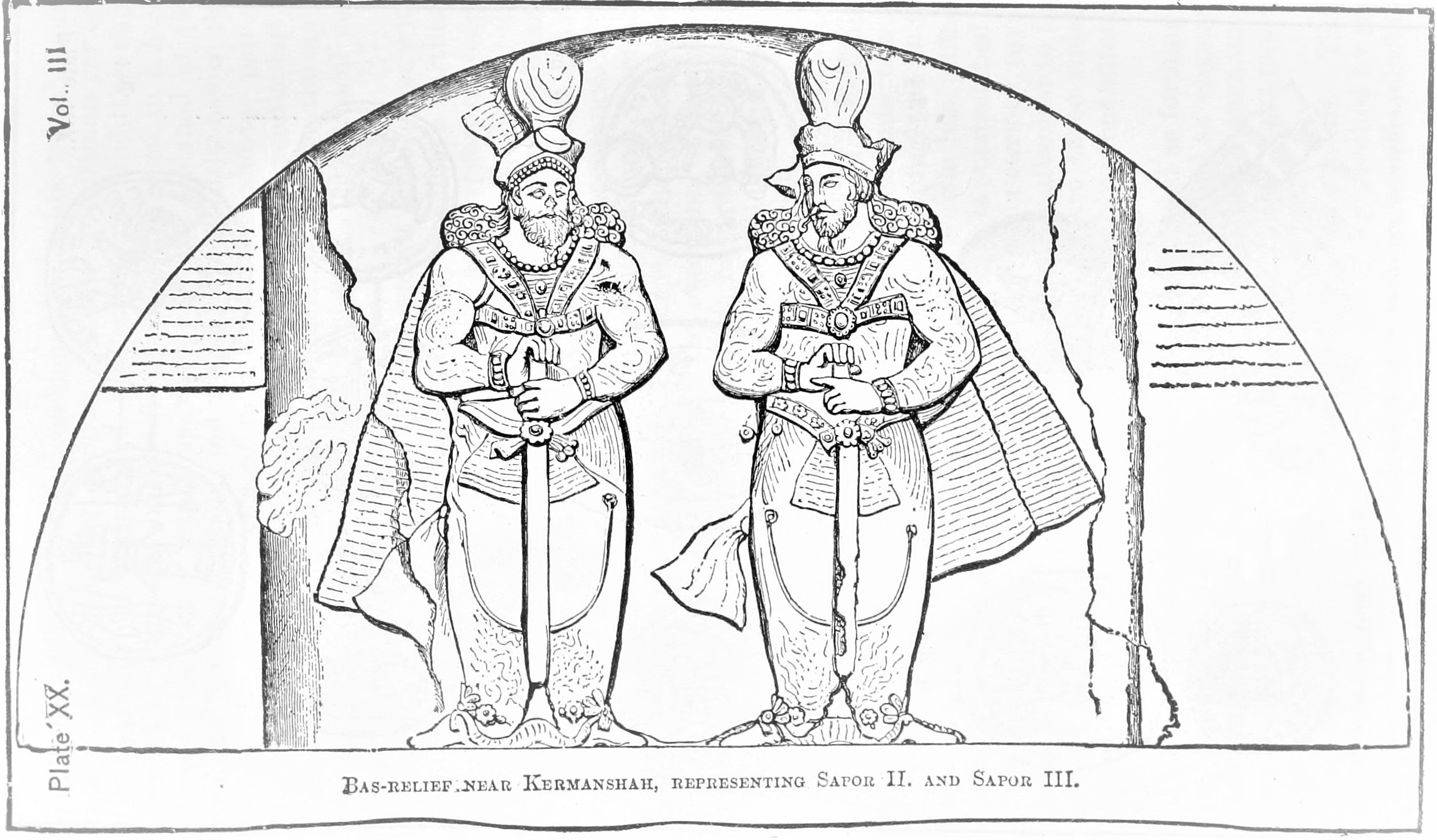
تصویر بازسازی شده از شاپور دوم و سوم
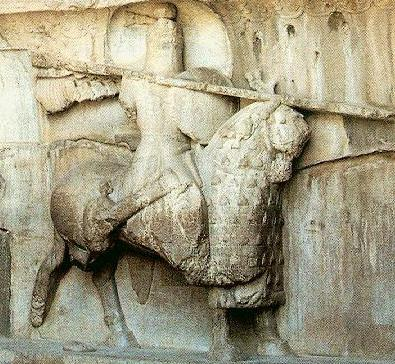
نقش خسرو پرویز بر روی شبدیز
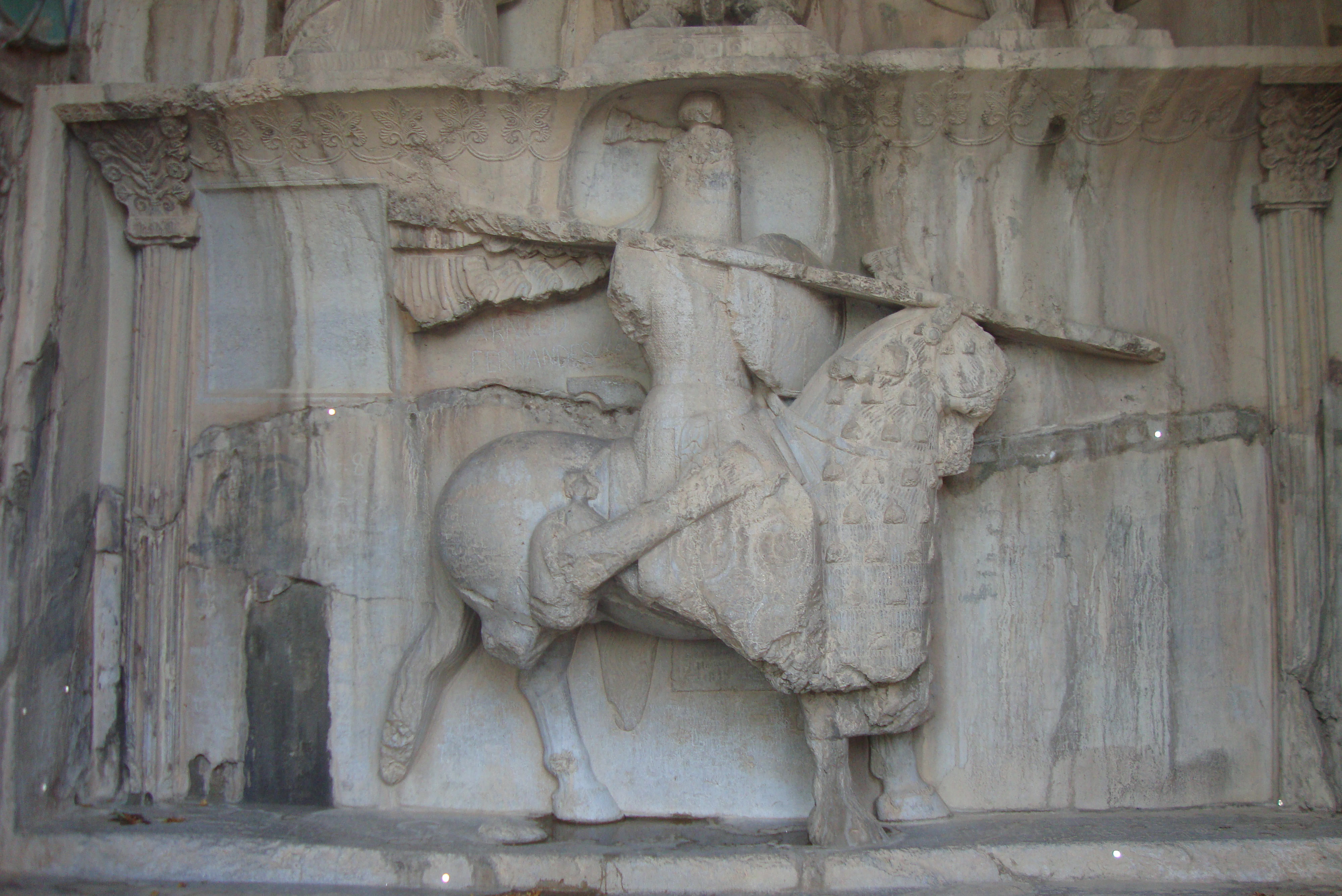
نقش خسرو پرویز سوار بر شبدیز
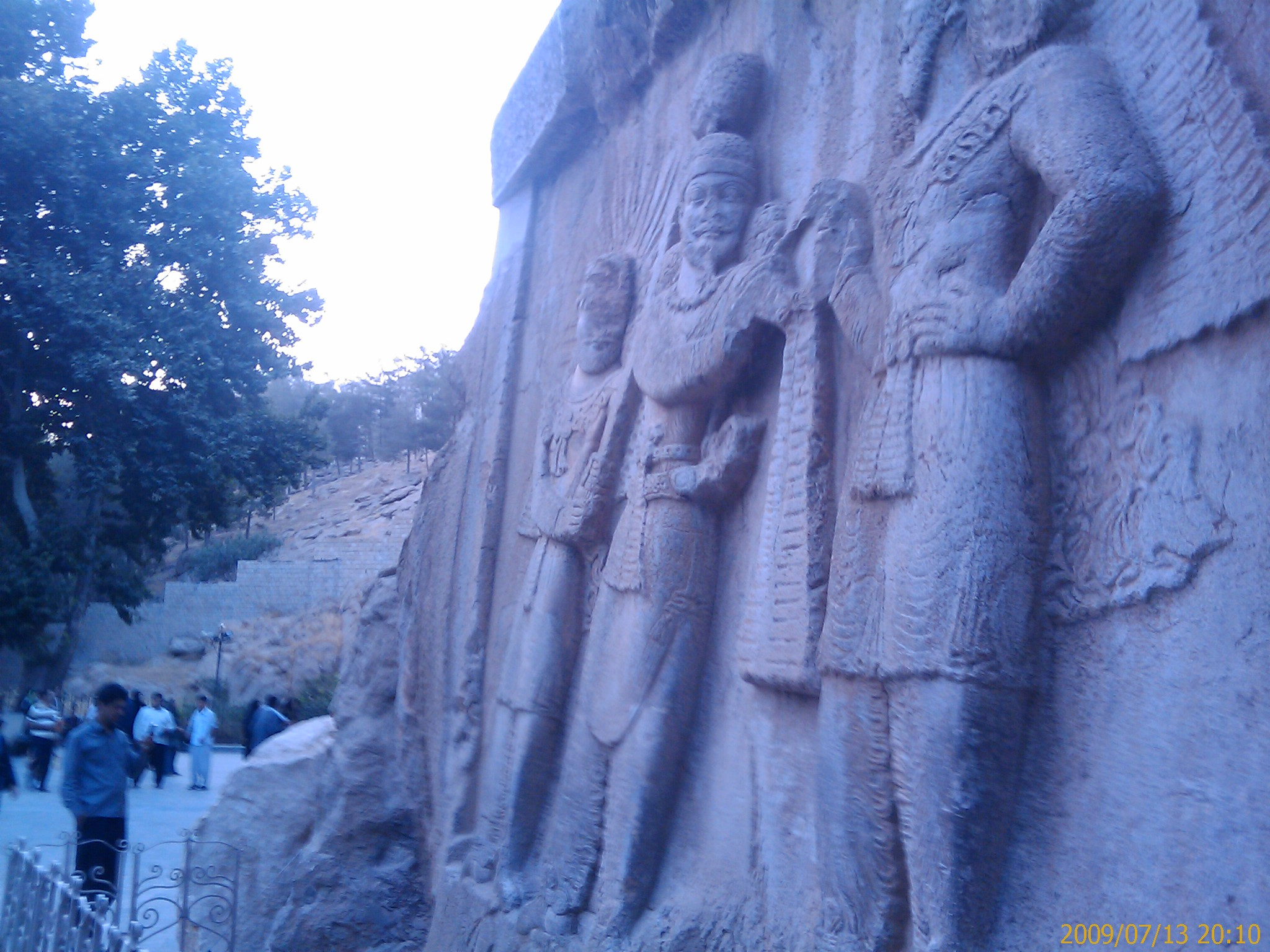
تندیس اردشیر دوم در طاق بستان
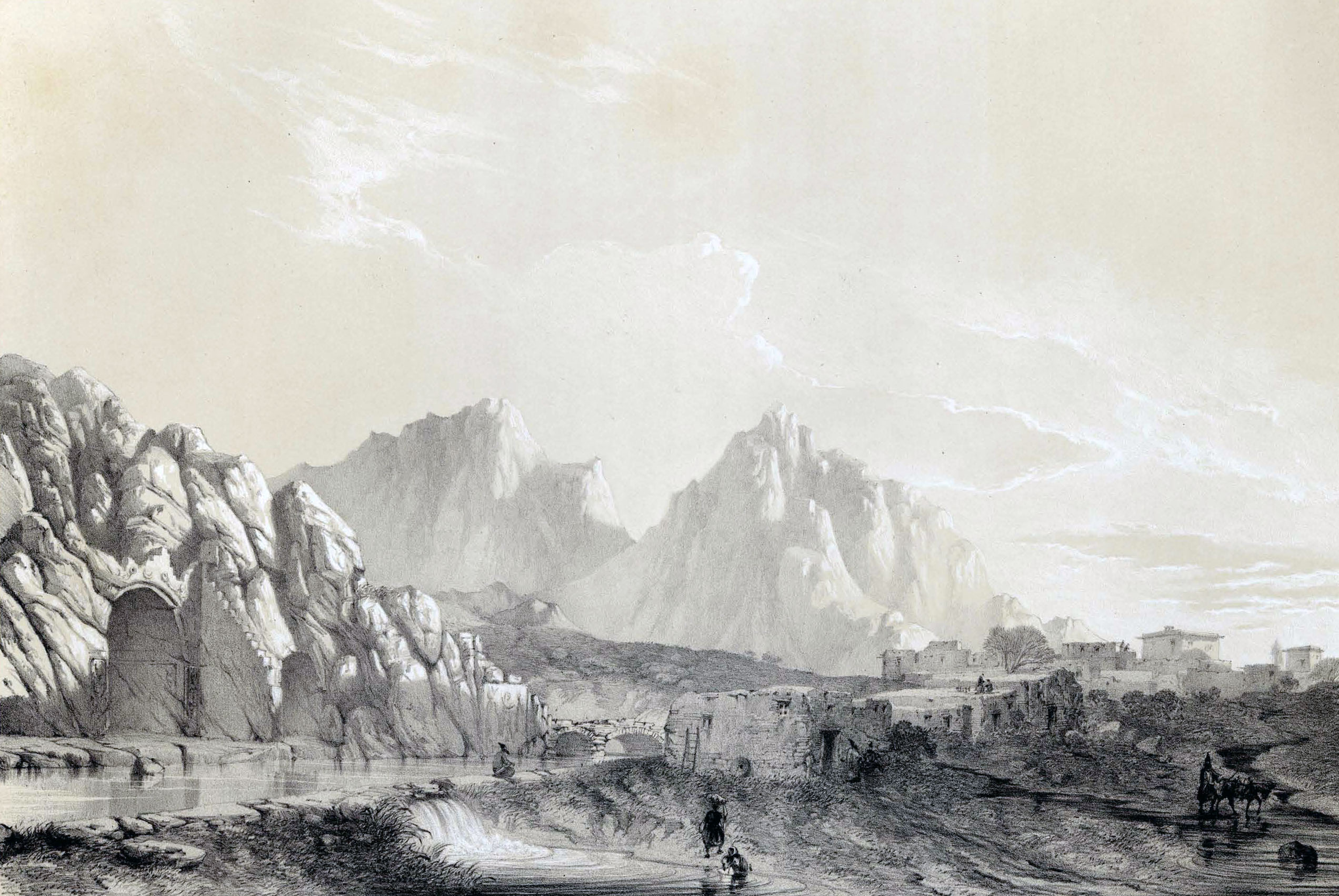
طاق بستان در دوران محمدشاه قاجار؛ کاری از هنرمند فرانسوی اوژن فلاندن
حسن زیرک خوانندۀ کُرد (سمت راست) در طاق بستان
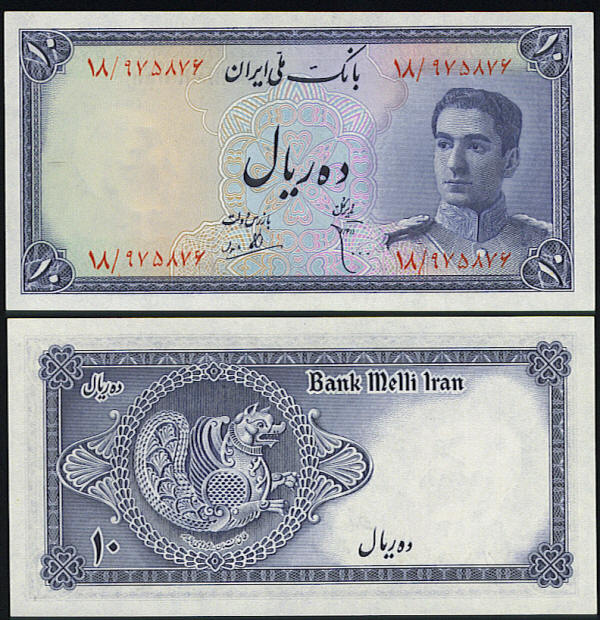
ده ریالی - پشت اسکناس تصویر سیمرغ ساسانی در طاق بستان
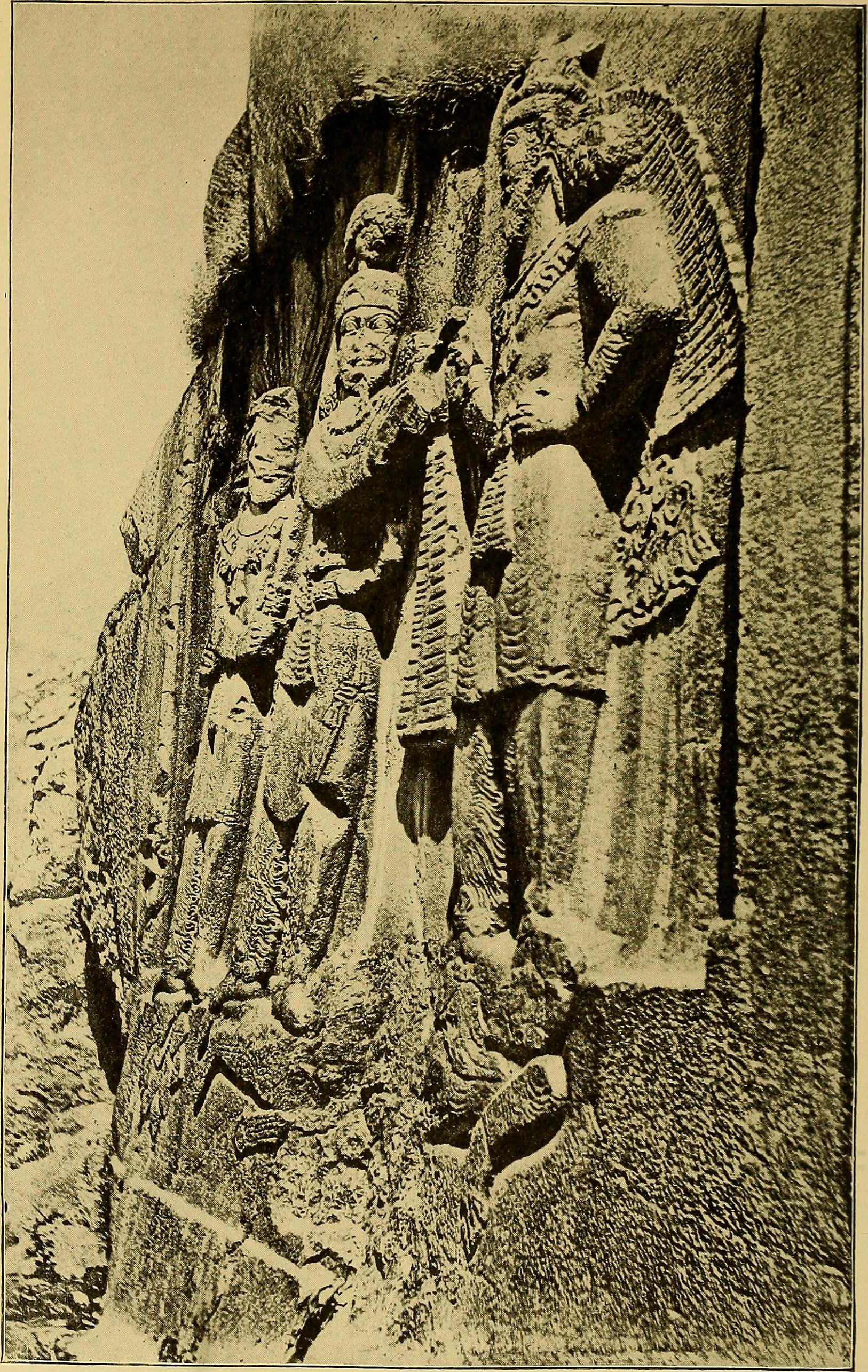
نقش‌برجسته تاج‌گذاری اردشیر دوم، روی جلد کتاب «ایران، گذشته و اکنون» (۱۹۰۶)
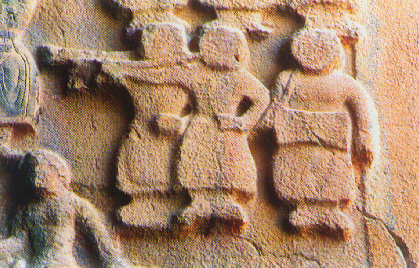
زنان نوازنده شاه را در هنگام شکار همراهی می‌کنند.
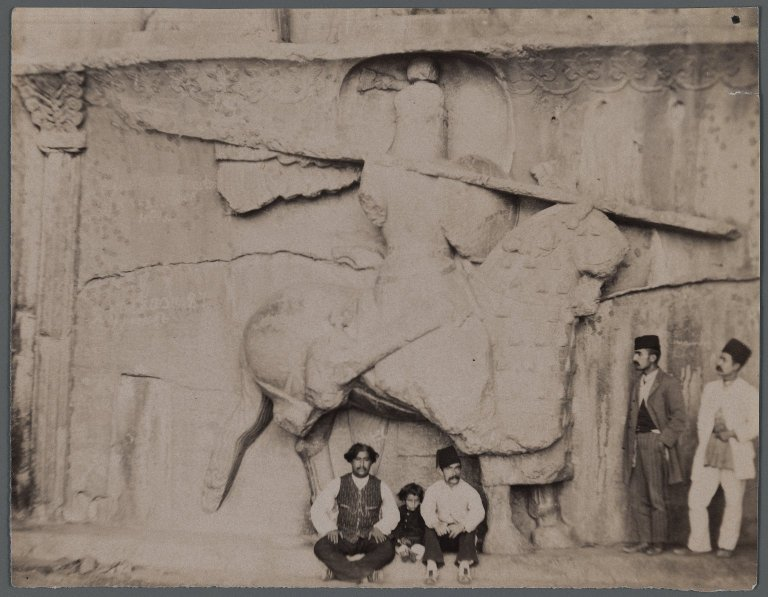
یک عکس قدیمی که از طاق بستان در زمان قاجار گرفته شده است.
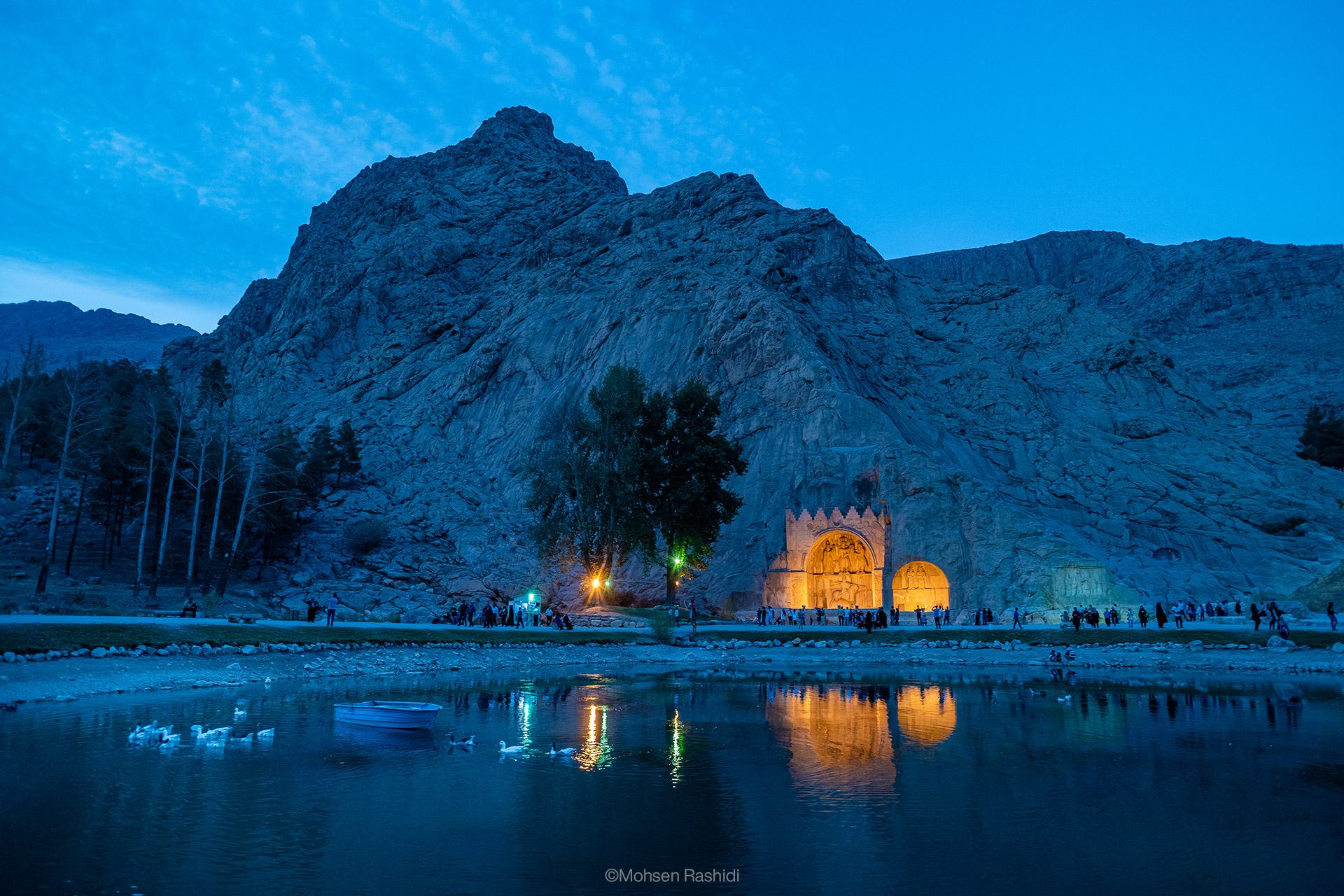
طاق بستان کرمانشاه در تاریخ 6 شهریور 1394
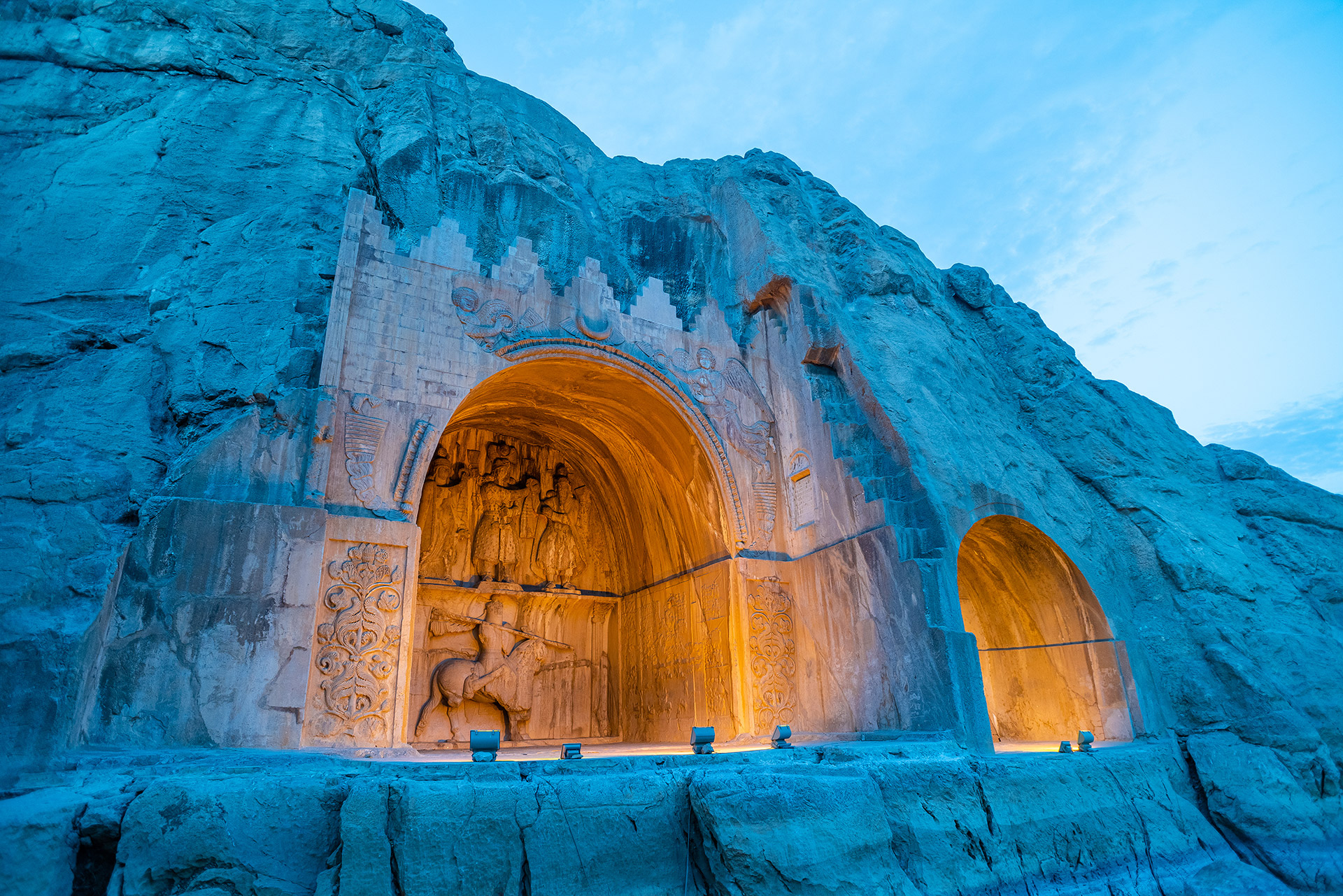
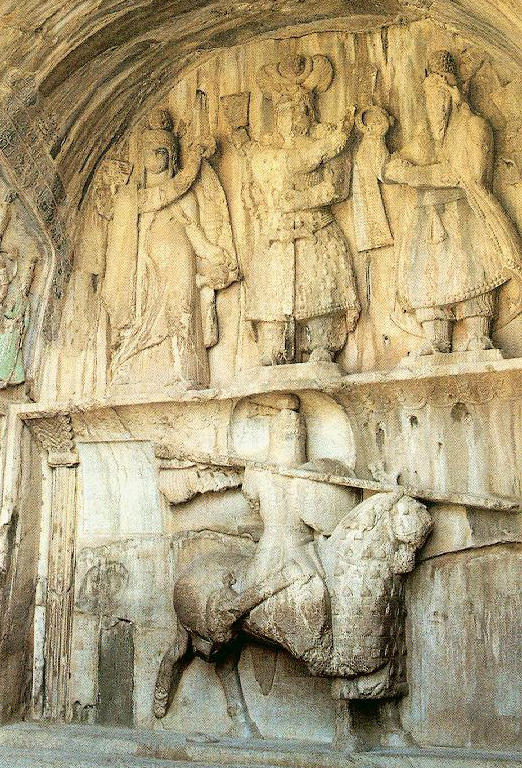
طاق بزرگ
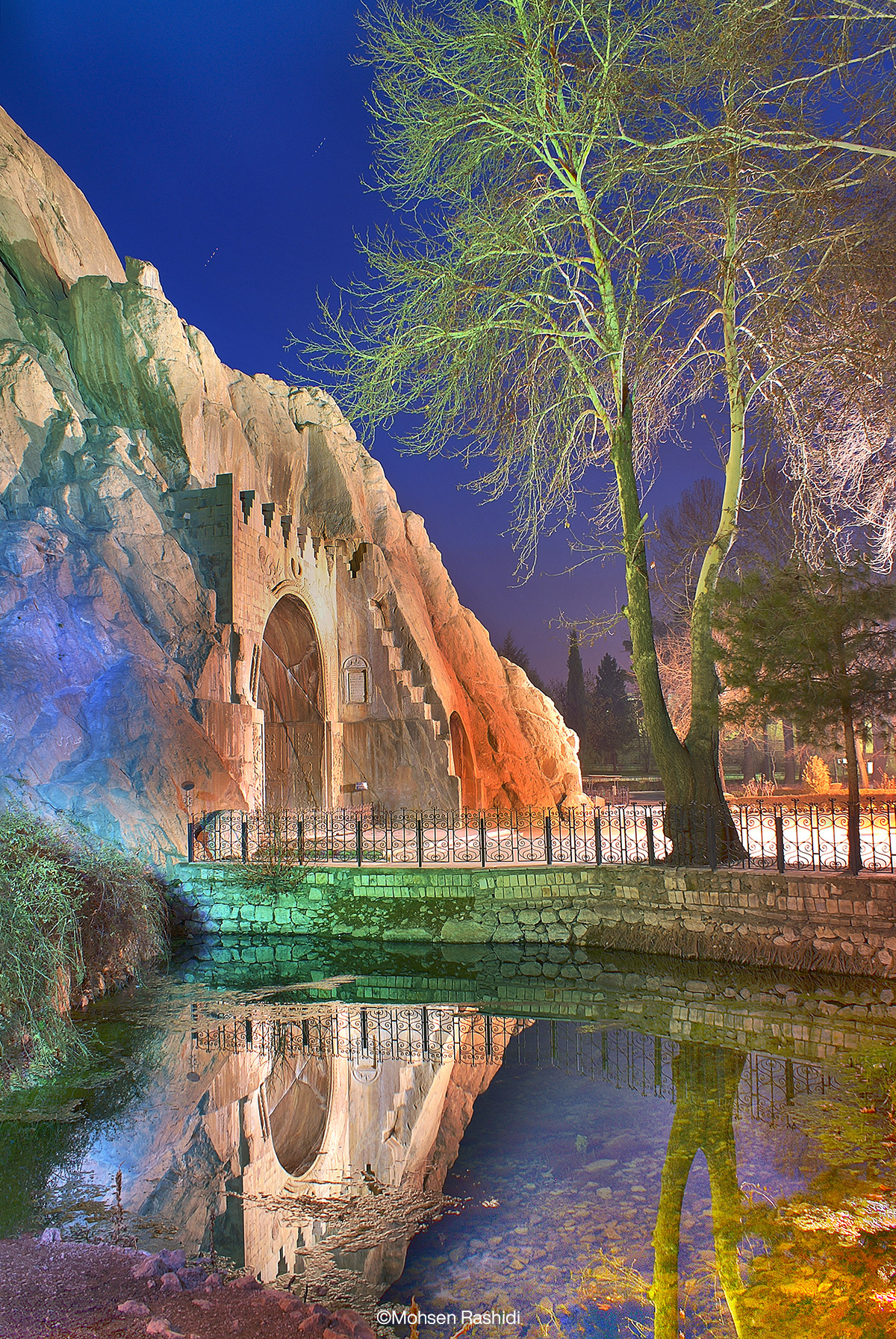
طاق بستان کرمانشاه در زمستان سال 1387
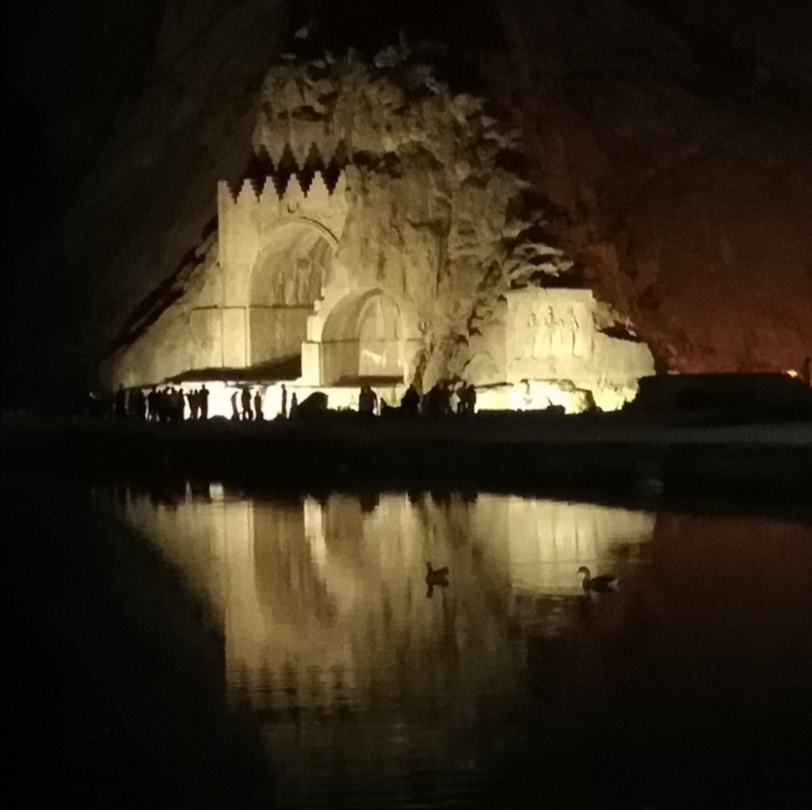
طاقبستان در شب.تابستان ۱۴۰۳
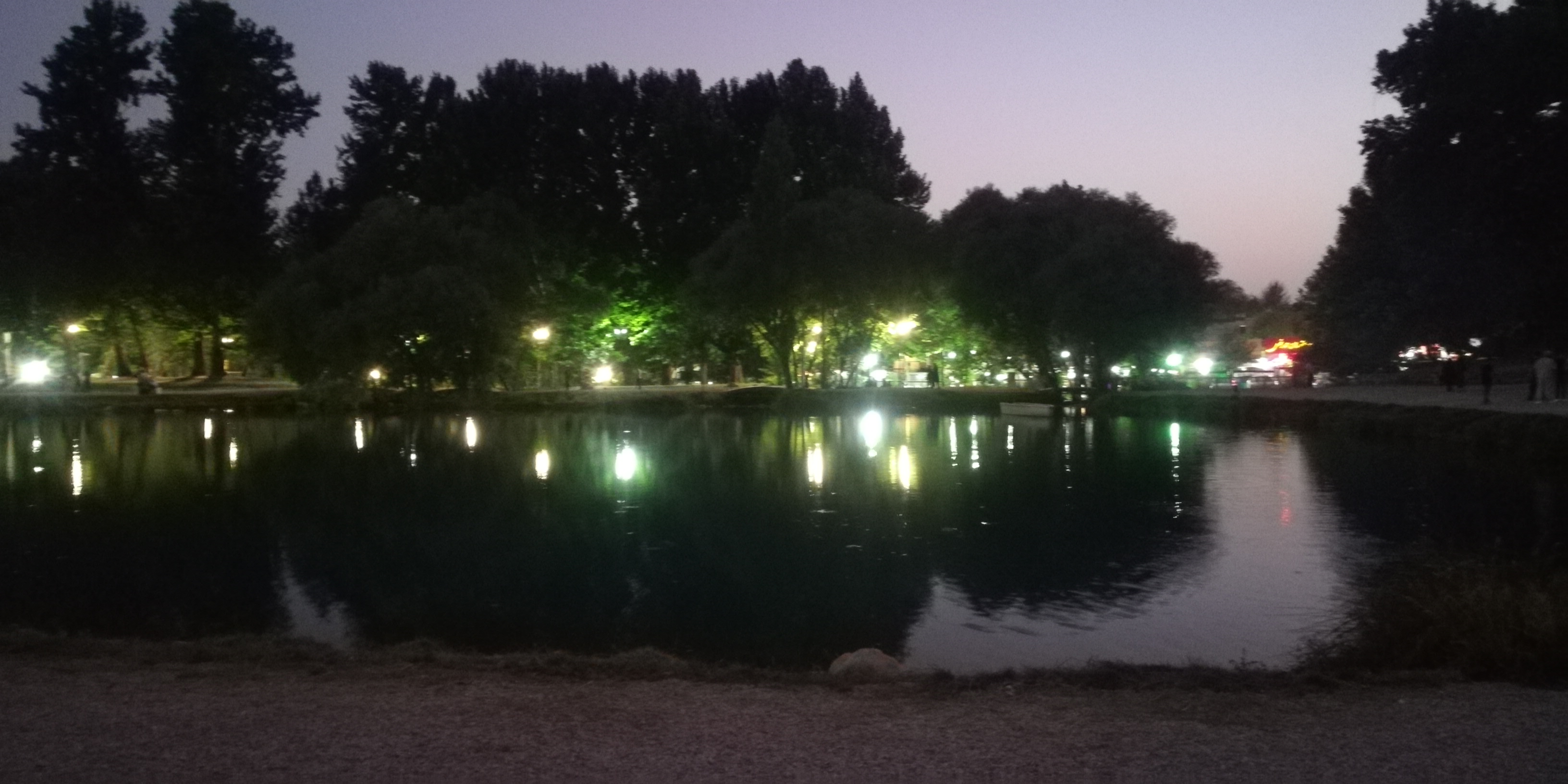
طاقبستان در شب
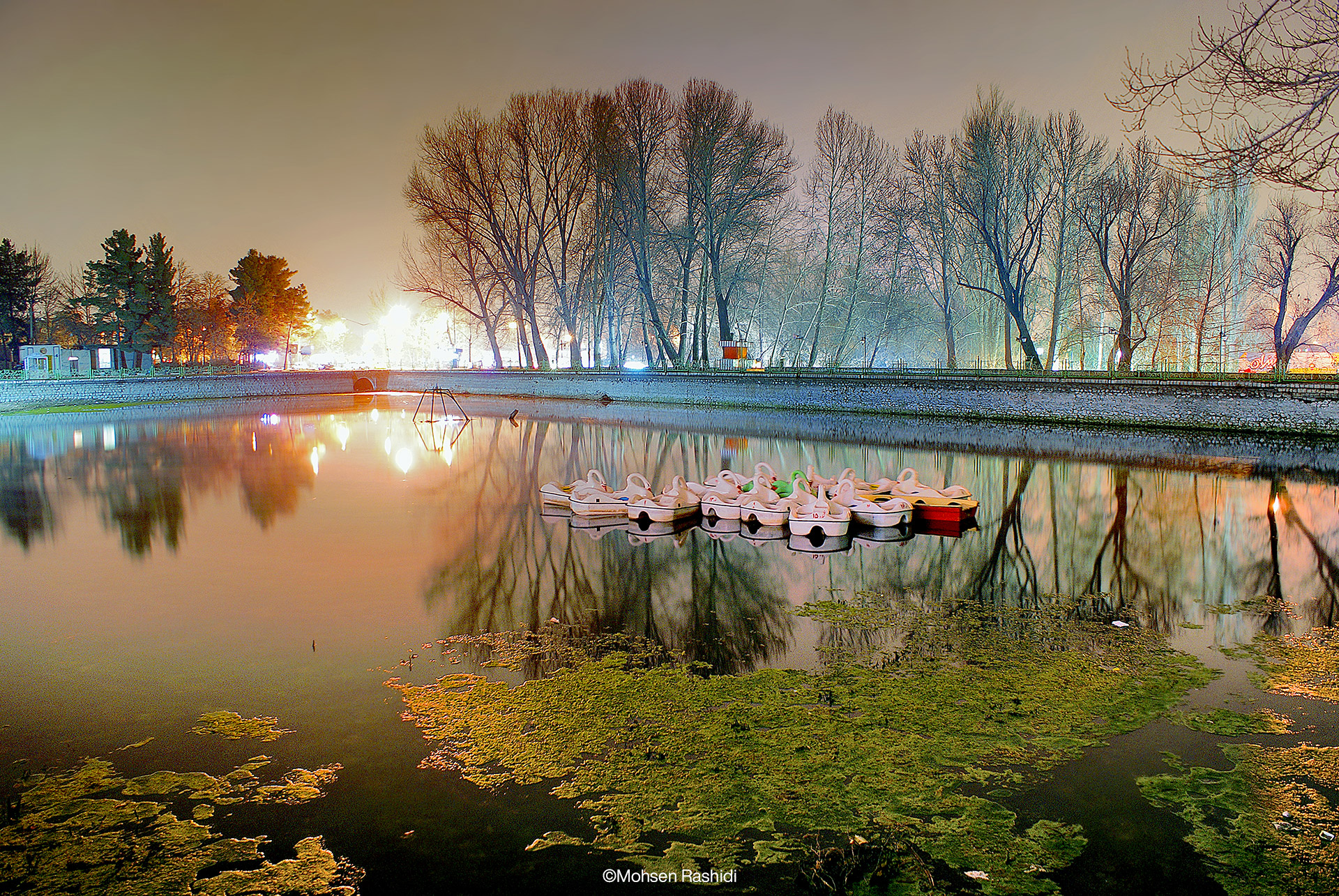
دریاچه و محوطه تاریخی طاق بستان کرمانشاه در زمستان سال 1387
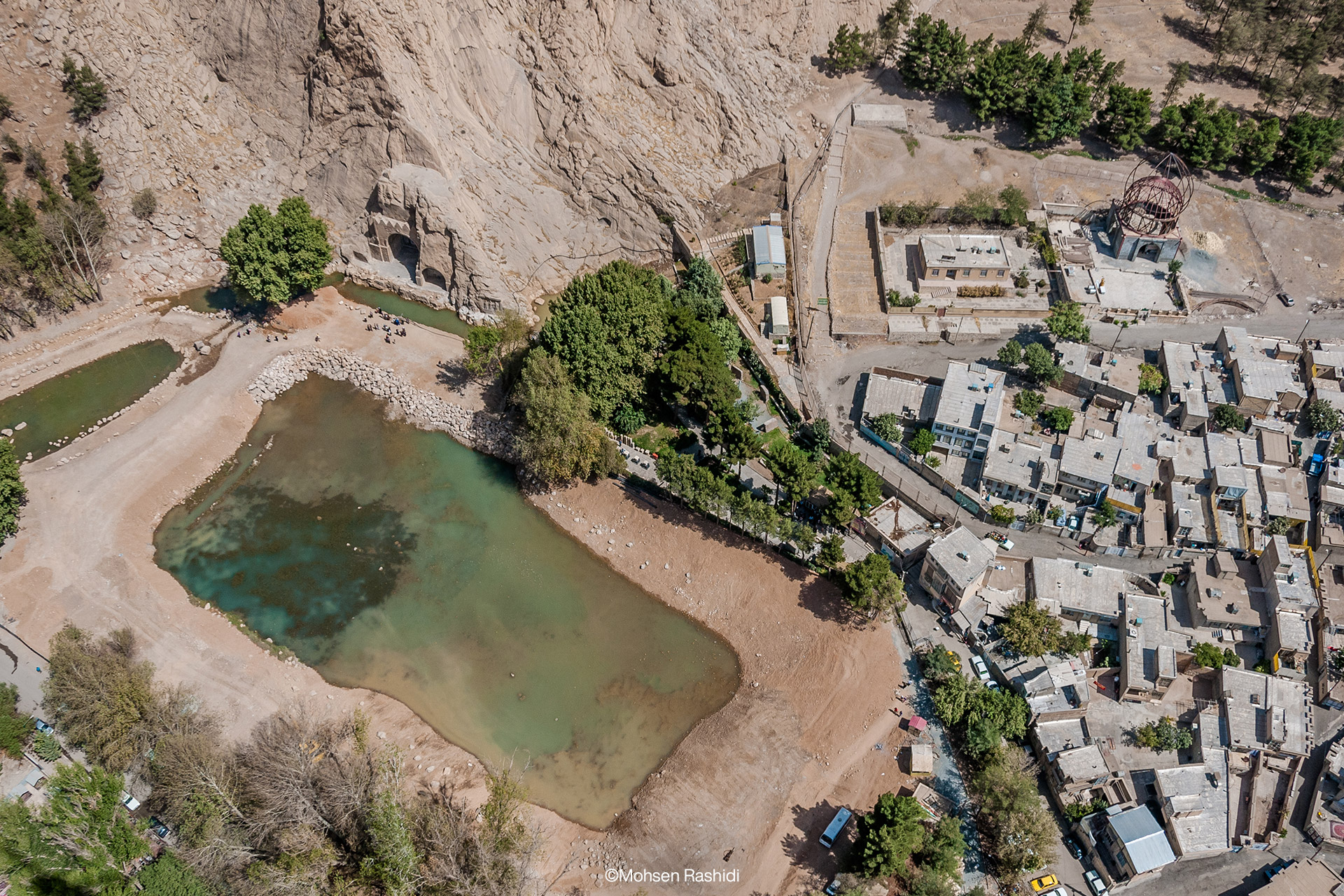
نمای هوایی از محوطه تاریخی طاق بستان کرمانشاه و مناطق مسکونی اطراف در تاریخ 14 شهریور 1391
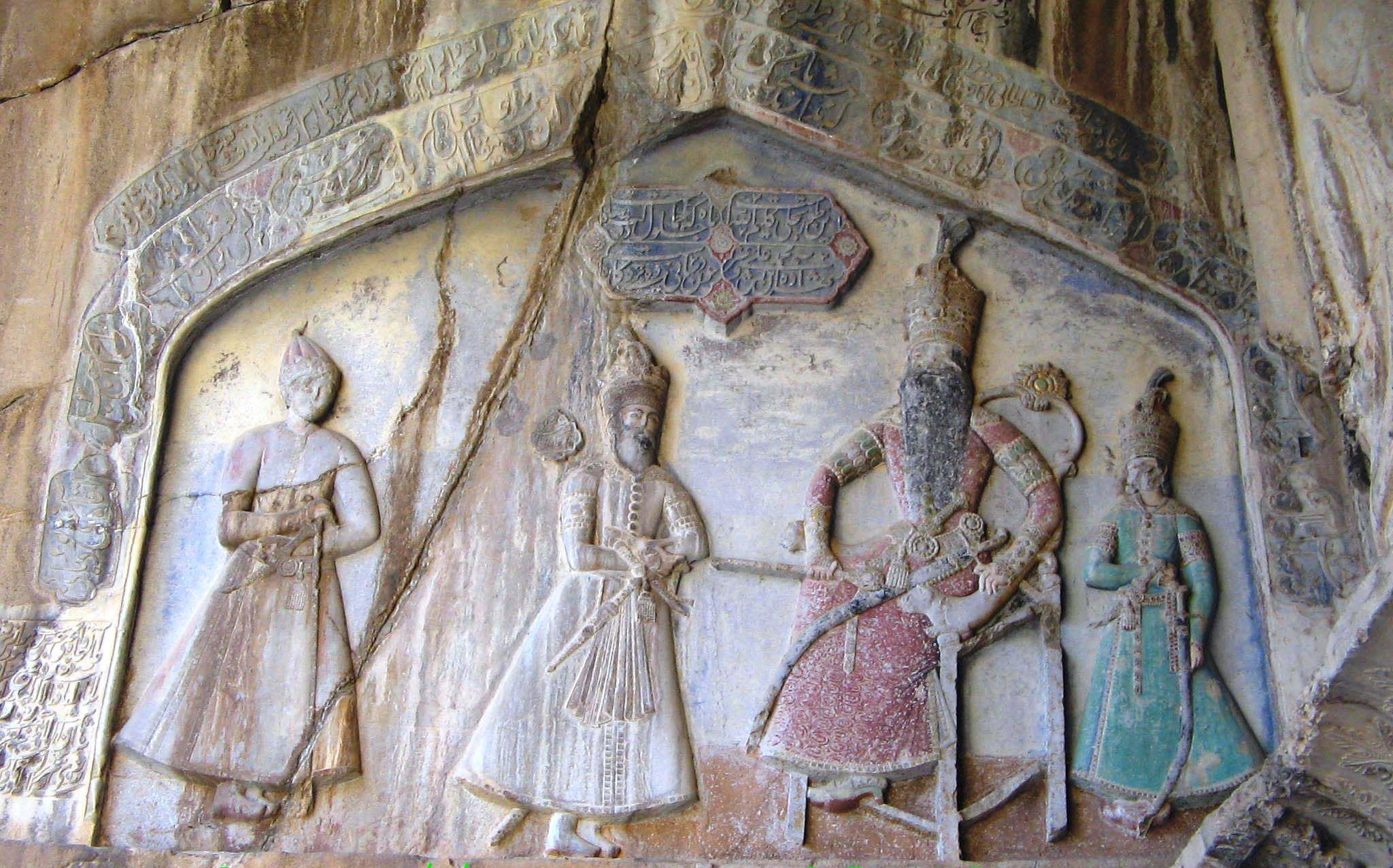
نقش برجستهٔ افزوده شده به‌دست محمد علی میرزا دولتشاه در قرن ۱۹